# Stadtbahn Bochum
Die Stadtbahn Bochum ist ein zur Stadtbahn Rhein-Ruhr gehörendes Schienenverkehrssystem in Bochum sowie den benachbarten Städten Herne, Witten, Hattingen und Gelsenkirchen. Es handelt sich hierbei um ein Mischsystem aus einer Stadtbahn- und mehreren Straßenbahn-Linien, die nur über einige wenige kreuzungsfreie Streckenabschnitte verfügen. Die Bochumer Stadtbahn wird, wie auch der übrige öffentliche Nahverkehr in Bochum, von der Bochum-Gelsenkirchener Straßenbahnen AG (Bogestra) betrieben.

## Betrieb
Zur eigentlichen Stadtbahn Bochum im engeren Sinne ist lediglich die normalspurige Linie U35 zu zählen. Daneben verfügt Bochum auch über eine „klassische“ Straßenbahn mit acht Linien. Diese Straßenbahn verkehrt auf meterspurigen Gleisen und wird in der Bochumer sowie der Gelsenkirchener Innenstadt unterirdisch geführt. Sie nutzt dabei die vormals für den geplanten Stadtbahnbetrieb gebauten Tunnel und Bahnhöfe, die jedoch durchgängig für Niederflur-Fahrzeuge geeignete Bahnsteige besitzen.
Die sechsgleisige Stadtbahn-Station Bochum Hauptbahnhof stellt den wichtigsten Kreuzungspunkt zwischen den sechs Bochumer Linien dar. Unter anderem ist dort ein bahnsteiggleicher Umstieg zwischen der U 35 und zwei Straßenbahnlinien möglich. Zu diesem Zweck sind die Meterspur-Gleise hochgeschottert. Die Belegung der Bahnsteige auf der unteren Ebene ist so angeordnet, dass von der Straßenbahn aus Richtung Süden zur U-Bahn Richtung Norden bzw. umgekehrt ein direkter Übergang besteht. Auf der oberen Ebene existieren zwei Gleise mit Seitenbahnsteigen, die für die dritte Strecke errichtet wurden. Ansonsten nutzen die Straßenbahn und die Stadtbahn jedoch verschiedene Stationen. Die normalspurige U35 und die meterspurigen Linien sind am Hauptbahnhof somit umsteigetechnisch verknüpft, fahren aber auch hier auf unterschiedlichen Gleisen.
Die Linie 302 verkehrt im 7,5-Minuten-Takt, die Linien 306, 308, 316 und 318 im 15-Minuten-Takt. Davon abweichend verkehren die 305 und 310 nur alle 30 Minuten. Die U35 fährt werktags alle 5 Minuten (nur Hustadt bis Riemke Markt; Riemke Markt bis Schloß Strünkede alle 10 Minuten), in den Ferien und samstags dagegen ebenfalls alle 10 Minuten. Die Linie 306 hat morgens ebenfalls einen 5-Minuten-Takt, allerdings nur zwischen Bochum Hbf und Hordeler Straße. In der Schwachverkehrszeit wird dagegen auf fast allen Linien durchgängig nur alle 30 Minuten gefahren, wobei die U35 davon abweichend bis zum Betriebsschluss im 15-Minuten-Takt verkehrt. Der Betrieb der Straßenbahn endet kurz nach Mitternacht und der Stadtbahn nach 1 Uhr. Samstags, sonntags und feiertags nachts verkehren neben den Nachtbuslinien die U35, 306 und 318 stündlich im Nachtverkehr.

## Linien und Stationen
Das Bochumer Stadtbahnsystem ist sternförmig mit dem Hauptbahnhof als Zentrum angelegt und umfasst drei unterirdische Stammstrecken im Zentrum sowie sieben Außenäste, die jeweils von ein bis zwei Linien befahren werden. Bei den Stammstrecken handelt es sich um eine Nord-Süd-Verbindung, eine Ost-West-Verbindung und eine Diagonalverbindung, die von Süd-West nach Nord-Ost verläuft. Dabei folgen die Linien den großen Ausfallstraßen. Demzufolge ist die Linienführung weitgehend gradlinig angelegt. Lediglich die Königsallee und in deren Verlängerung die Kemnader Straße sind schienenfrei und nicht untertunnelt. Anstelle einer Bahnverbindung verkehren hier die Buslinien SB37 (bis Kosterstraße), CE31 und 353 (bis Berneckerstraße).

## Die Strecken
|                                                                    |  | Hattingen Mitte Bf 308                           | S 3                             |
| U-Bahn-Haltepunkt / Haltestelle                                    |  | Hattingen Bahnhofstraße                          | Hattingen Bahnhofstraße         |
| U-Bahn-Brücke über Wasserlauf                                      |  | Ruhrbrücke Hattingen                             | Ruhrbrücke Hattingen            |
| U-Bahn-Grenze                                                      |  | Stadtgrenze Hattingen–Bochum                     | Stadtgrenze Hattingen–Bochum    |
|                                                                    |  | Bochum-Dahlhausen Bf 318                         | S 3                             |
| U-Bahn-Verschwenkung nach links · U-Bahn-Verschwenkung nach rechts |  |                                                  |                                 |
| U-Bahn-Haltepunkt / Haltestelle                                    |  | Linden Mitte                                     | Linden Mitte                    |
|                                                                    |  | Straßenbahn durch Bochum-Linden und -Weitmar     |                                 |
| U-Bahn-Bahnhof                                                     |  | Bergmannsheil                                    | Bergmannsheil                   |
| U-Bahn-Tunnelanfang                                                |  | Rampe Hattinger Straße                           | Rampe Hattinger Straße          |
|                                                                    |  | Wendeanlage Schauspielhaus                       |                                 |
| U-Bahn-Bahnhof (im Tunnel)                                         |  | Schauspielhaus                                   | Schauspielhaus                  |
| U-Bahn-Haltepunkt / Haltestelle (im Tunnel)                        |  | Bermuda3eck/Musikforum                           | Bermuda3eck/Musikforum          |
| U-Bahn-Abzweig geradeaus und von links (im Tunnel)                 |  | Strecke IV von Wanne-Eickel 316                  | Strecke IV von Wanne-Eickel 316 |
|                                                                    |  | Bochum Hbf 318 (Turmbahnhof, hoch)               | S 1                             |
|                                                                    |  | Wendeanlage Bochum Hbf                           |                                 |
| U-Bahn-Haltepunkt / Haltestelle (im Tunnel)                        |  | Planetarium                                      | Planetarium                     |
| U-Bahn-Tunnelende                                                  |  | Rampe Castroper Straße                           | Rampe Castroper Straße          |
| U-Bahn-Bahnhof                                                     |  | Vonovia Ruhrstadion                              | Vonovia Ruhrstadion             |
|                                                                    |  | Straßenbahn Castroper Straße / Castroper Hellweg |                                 |
| U-Bahn-Bahnhof                                                     |  | Gerthe Heinrichstraße 316                        | Gerthe Heinrichstraße 316       |
|                                                                    |  | Straßenbahn durch Bochum-Gerthe                  |                                 |
| U-Bahn-Kopfbahnhof Streckenende                                    |  | Schürbankstraße 308 318                          | Schürbankstraße 308 318         |

|                                                                                           |  | Kehranlage mit Abstellgleis             |                                         |
| U-Bahn-Bahnhof (im Tunnel)                                                                |  | Schloß Strünkede U 35                   | Schloß Strünkede U 35                   |
|                                                                                           |  | Wendeanlage Herne Bf                    |                                         |
| U-Bahn-Bahnhof mit S-Bahn-Halt (im Tunnel)                                                |  | Herne Bf                                | S 2                                     |
| U-Bahn-Haltepunkt / Haltestelle (im Tunnel)                                               |  | Herne Mitte                             | Herne Mitte                             |
| U-Bahn-Haltepunkt / Haltestelle (im Tunnel)                                               |  | Archäologie-Museum/Kreuzkirche          | Archäologie-Museum/Kreuzkirche          |
| U-Bahn-Bahnhof (im Tunnel)                                                                |  | Hölkeskampring                          | Hölkeskampring                          |
| U-Bahn-Haltepunkt / Haltestelle (im Tunnel)                                               |  | Berninghausstraße                       | Berninghausstraße                       |
| U-Bahn-Grenze (im Tunnel)                                                                 |  | Stadtgrenze Herne–Bochum                | Stadtgrenze Herne–Bochum                |
| U-Bahn-Bahnhof (im Tunnel)                                                                |  | Bochum-Rensingstraße                    | Bochum-Rensingstraße                    |
|                                                                                           |  | Wendeanlage Riemke Markt                |                                         |
| U-Bahn-Bahnhof (im Tunnel)                                                                |  | Riemke Markt                            | Riemke Markt                            |
| U-Bahn-Abzweig geradeaus und nach rechts (im Tunnel)                                      |  | Zur Betriebswerkstatt Riemke            | Zur Betriebswerkstatt Riemke            |
| U-Bahn-Haltepunkt / Haltestelle (im Tunnel)                                               |  | Zeche Constantin                        | Zeche Constantin                        |
| U-Bahn-Haltepunkt / Haltestelle (im Tunnel)                                               |  | Feldsieper Straße                       | Feldsieper Straße                       |
|                                                                                           |  | Wendeanlage Deutsches Bergbau-Museum    |                                         |
| U-Bahn-Bahnhof (im Tunnel)                                                                |  | Deutsches Bergbau-Museum                | Deutsches Bergbau-Museum                |
| U-Bahn-Kreuzung (im Tunnel)                                                               |  | Strecke IV                              | Strecke IV                              |
| U-Bahn-Haltepunkt / Haltestelle (im Tunnel)                                               |  | Bochum Rathaus (Nord)                   | Bochum Rathaus (Nord)                   |
| U-Bahn-Verschwenkung von rechts (im Tunnel) · U-Bahn-Verschwenkung von rechts (im Tunnel) |  | Strecke III von Gelsenkirchen / Höntrop | Strecke III von Gelsenkirchen / Höntrop |
|                                                                                           |  | Bochum Hbf (Turmbahnhof, tief)          | S 1                                     |
| U-Bahn-Strecke nach links (im Tunnel) · U-Bahn-Kreuzung mit Tunnelstrecke (im Tunnel)     |  | Strecke III nach Witten                 | Strecke III nach Witten                 |
| U-Bahn-Verschwenkung nach rechts (im Tunnel)                                              |  |                                         |                                         |
| U-Bahn-Bahnhof (im Tunnel)                                                                |  | Oskar-Hoffmann-Straße                   | Oskar-Hoffmann-Straße                   |
|                                                                                           |  | Wendeanlage Oskar-Hoffman-Straße        |                                         |
| U-Bahn-Haltepunkt / Haltestelle (im Tunnel)                                               |  | Waldring                                | Waldring                                |
| U-Bahn-Tunnelende                                                                         |  | Rampe Universitätsstraße                | Rampe Universitätsstraße                |
| U-Bahn-Bahnhof                                                                            |  | Wasserstraße                            | Wasserstraße                            |
| U-Bahn-Haltepunkt / Haltestelle                                                           |  | Brenscheder Straße                      | Brenscheder Straße                      |
| U-Bahn-Bahnhof                                                                            |  | Markstraße                              | Markstraße                              |
|                                                                                           |  |                                         |                                         |
| U-Bahn-Haltepunkt / Haltestelle                                                           |  | Gesundheitscampus                       | Gesundheitscampus                       |
|                                                                                           |  |                                         |                                         |
| U-Bahn-Haltepunkt / Haltestelle                                                           |  | Ruhr-Universität                        | Ruhr-Universität                        |
| U-Bahn-Haltepunkt / Haltestelle                                                           |  | Lennershof (BO)                         | Lennershof (BO)                         |
| U-Bahn-Kopfbahnhof Strecke ab hier außer Betrieb                                          |  | Hustadt (TQ) U 35                       | Hustadt (TQ) U 35                       |
| U-Bahn-Haltepunkt / Haltestelle (Strecke außer Betrieb)                                   |  | Technologiequartier (geplant)           | Technologiequartier (geplant)           |
| U-Bahn-Kopfbahnhof Streckenende (Strecke außer Betrieb)                                   |  | Hochschule Bochum (geplant)             | Hochschule Bochum (geplant)             |

| U-Bahn-Kopfbahnhof Streckenanfang                                                                                 |  | Essener Straße 301                        | Essener Straße 301                       |
| U-Bahn-Kreuzung · U-Bahn-Strecke von rechts                                                                       |  | Normalspur-Strecke von Essen Hbf U 11     | Normalspur-Strecke von Essen Hbf U 11    |
| U-Bahn-Haltepunkt / Haltestelle · U-Bahn-Haltepunkt / Haltestelle                                                 |  | Schloss Horst                             | Schloss Horst                            |
| U-Bahn-Haltepunkt / Haltestelle · U-Bahn-Kopfbahnhof Streckenende                                                 |  | Buerer Straße U 11                        | Buerer Straße U 11                       |
| U-Bahn-Haltepunkt / Haltestelle                                                                                   |  | Buer Rathaus/Kunstmuseum                  | Buer Rathaus/Kunstmuseum                 |
| U-Bahn-Abzweig geradeaus und von links · U-Bahn-Kopfbahnhof Streckenende und quer                                 |  | Buer Rathaus 302                          | Buer Rathaus 302                         |
| U-Bahn-Abzweig geradeaus und nach links · U-Bahn-Strecke von rechts                                               |  |                                           |                                          |
| U-Bahn-Brücke über Wasserlauf · U-Bahn-Brücke über Wasserlauf                                                     |  | Emscher und Rhein-Herne-Kanal             | Emscher und Rhein-Herne-Kanal            |
| U-Bahn-Bahnhof · U-Bahn-Strecke                                                                                   |  | VELTINS-Arena                             | VELTINS-Arena                            |
| U-Bahn-Strecke · U-Bahn-Bahnhof                                                                                   |  | Zoom-Erlebniswelt                         | Zoom-Erlebniswelt                        |
| U-Bahn-Strecke · U-Bahn-Tunnelanfang                                                                              |  | Tunnelmund Zoom-Erlebniswelt              | Tunnelmund Zoom-Erlebniswelt             |
| U-Bahn-Strecke · U-Bahn-Bahnhof (im Tunnel)                                                                       |  | Trinenkamp                                | Trinenkamp                               |
| U-Bahn-Strecke · U-Bahn-Bahnhof (im Tunnel)                                                                       |  | Bergwerk Consolidation                    | Bergwerk Consolidation                   |
| U-Bahn-Strecke |  | Wendeanlage Bergwerk Consolidation        | Wendeanlage Bergwerk Consolidation       |
| U-Bahn-Strecke · U-Bahn-Bahnhof (im Tunnel)                                                                       |  | Bismarckstraße                            | Bismarckstraße                           |
| U-Bahn-Strecke · U-Bahn-Bahnhof (im Tunnel)                                                                       |  | Leipziger Straße                          | Leipziger Straße                         |
| U-Bahn-Bahnhof · U-Bahn-Strecke (im Tunnel)                                                                       |  | Kennedyplatz                              | Kennedyplatz                             |
| U-Bahn-Abzweig geradeaus, nach links und von links · U-Bahn-Kreuzung (im Tunnel)                                  |  | zum Straßenbahnbetriebshof Gelsenkirchen  | zum Straßenbahnbetriebshof Gelsenkirchen |
| U-Bahn-Abzweig geradeaus, nach rechts und von rechts · U-Bahn-Strecke (im Tunnel)                                 |  | Strecke von Essen Hbf 107                 | Strecke von Essen Hbf 107                |
| U-Bahn-Bahnhof · U-Bahn-Bahnhof (im Tunnel)                                                                       |  | Musiktheater                              | Musiktheater                             |
| U-Bahn-Tunnelanfang · U-Bahn-Strecke (im Tunnel)                                                                  |  | Rampe Ebertstraße                         | Rampe Ebertstraße                        |
| U-Bahn-Strecke (im Tunnel)                                                                                        |  | Wendeanlage Heinrich-König-Platz          | Wendeanlage Heinrich-König-Platz         |
| U-Bahn-Strecke nach links (im Tunnel) · U-Bahn-Abzweig geradeaus und von rechts (im Tunnel)                       |  |                                           |                                          |
| U-Bahn-Bahnhof (im Tunnel)                                                                                        |  | Heinrich-König-Platz                      | Heinrich-König-Platz                     |
| U-Bahn-Bahnhof mit S-Bahn-Halt (im Tunnel)                                                                        |  | Gelsenkirchen Hbf 301 107                 | S 2                                      |
| |  | Wendeanlage Gelsenkirchen Hbf             |                                          |
| U-Bahn-Tunnelende                                                                                                 |  | Rampe Bochumer Straße                     | Rampe Bochumer Straße                    |
| U-Bahn-Bahnhof |  | Rheinelbestraße                           | Rheinelbestraße                          |
| |  | Straßenbahn durch Gelsenkirchen-Ückendorf |                                          |
| U-Bahn-Grenze |  | Stadtgrenze Gelsenkirchen–Bochum          | Stadtgrenze Gelsenkirchen–Bochum         |
| |  |                                           |                                          |
| U-Bahn-Haltepunkt / Haltestelle                                                                                   |  | August-Bebel-Platz                        | August-Bebel-Platz                       |
| U-Bahn-Strecke |  | Höntrop Kirche 305 310                    | S 1                                      |
| U-Bahn-Abzweig geradeaus, nach rechts und von rechts · U-Bahn-Strecke                                             |  | zum Straßenbahnbetriebshof Engelsburg     | zum Straßenbahnbetriebshof Engelsburg    |
| U-Bahn-Haltepunkt / Haltestelle · U-Bahn-Strecke                                                                  |  | Erzstraße                                 | Erzstraße                                |
| U-Bahn-Strecke · U-Bahn-Haltepunkt / Haltestelle                                                                  |  | Vereinsstraße                             | Vereinsstraße                            |
| U-Bahn-Abzweig geradeaus, nach links und von links · U-Bahn-Abzweig geradeaus, nach rechts und ehemals von rechts |  | « (über Kohlenstraße)                     | « (über Kohlenstraße)                    |
| U-Bahn-Haltepunkt / Haltestelle · U-Bahn-Bahnhof                                                                  |  | Wattenscheider Straße                     | Wattenscheider Straße                    |
| U-Bahn-Abzweig geradeaus, nach links und von links · U-Bahn-Strecke nach rechts                                   |  | » (über Wattenscheider Straße)            | » (über Wattenscheider Straße)           |
| U-Bahn-Bahnhof |  | Jacob-Mayer-Straße/Jahrhunderthalle       | Jacob-Mayer-Straße/Jahrhunderthalle      |
| U-Bahn-Tunnelanfang                                                                                               |  | Rampe Alleestraße                         | Rampe Alleestraße                        |
| U-Bahn-Bahnhof (im Tunnel)                                                                                        |  | Bochumer Verein/Jahrhunderthalle          | Bochumer Verein/Jahrhunderthalle         |
| U-Bahn-Abzweig geradeaus und nach rechts (im Tunnel)                                                              |  | Betriebsgleis zur Strecke IV              | Betriebsgleis zur Strecke IV             |
| U-Bahn-Kreuzung mit Tunnelstrecke (im Tunnel)                                                                     |  | Strecke IV von Wanne-Eickel               | Strecke IV von Wanne-Eickel              |
| U-Bahn-Haltepunkt / Haltestelle (im Tunnel)                                                                       |  | Bochum Rathaus (Süd)                      | Bochum Rathaus (Süd)                     |
| U-Bahn-Strecke (im Tunnel) · U-Bahn-Strecke von halblinks (im Tunnel)                                             |  | Strecke II von Herne                      | Strecke II von Herne                     |
| |  | Bochum Hbf (Turmbahnhof, tief)            | S 1                                      |
| U-Bahn-Strecke nach halblinks (im Tunnel) · U-Bahn-Strecke nach halbrechts (im Tunnel)                            |  |                                           |                                          |
| U-Bahn-Strecke nach rechts und von halblinks (im Tunnel) · U-Bahn-Strecke von halbrechts (im Tunnel)              |  | Strecke II nach Hustadt                   | Strecke II nach Hustadt                  |
| U-Bahn-Bahnhof (im Tunnel)                                                                                        |  | Lohring                                   | Lohring                                  |
| U-Bahn-Tunnelende                                                                                                 |  | Rampe Wittener Straße                     | Rampe Wittener Straße                    |
| U-Bahn-Bahnhof |  | Bochum-Laer Mitte                         | Bochum-Laer Mitte                        |
| U-Bahn-Kopfbahnhof Streckenanfang und quer · U-Bahn-Abzweig geradeaus und nach rechts                             |  | O-Werk 302                                | O-Werk 302                               |
| U-Bahn-Haltepunkt / Haltestelle                                                                                   |  | Unterstraße                               | Unterstraße                              |
| U-Bahn-Haltepunkt / Haltestelle Streckenanfang · U-Bahn-Strecke                                                   |  | Witten-Heven Dorf 309 310                 | Witten-Heven Dorf 309 310                |
| U-Bahn-Bahnhof mit S-Bahn-Halt · U-Bahn-Strecke                                                                   |  | Witten Bahnhofstraße                      | S 5                                      |
| U-Bahn-Haltepunkt / Haltestelle · U-Bahn-Strecke                                                                  |  | Witten Papenholz                          | Witten Papenholz                         |
| U-Bahn-Abzweig geradeaus und ehemals nach links · U-Bahn-Abzweig geradeaus und ehemals nach rechts                |  | ehemalige Strecke über Kaltehardt         | ehemalige Strecke über Kaltehardt        |
| U-Bahn-Haltepunkt / Haltestelle · U-Bahn-Haltepunkt / Haltestelle                                                 |  | Langendreer Markt                         | Langendreer Markt                        |
| U-Bahn-Strecke nach links · U-Bahn-Abzweig geradeaus, nach rechts und von rechts                                  |  |                                           |                                          |
| |  | Langendreer Bf 302 305 309                | S 1                                      |

| U-Bahn-Strecke von rechts (im Tunnel)                                                          |  | Strecke I von Gerthe 316              | Strecke I von Gerthe 316              |
|                                                                                                |  | Wendeanlage Bochum Hbf                |                                       |
| U-Bahn-Strecke quer · U-Bahn-Strecke quer                                                      |  | Bochum Hbf 306 (Turmbahnhof, hoch)    | S 1                                   |
| U-Bahn-Abzweig geradeaus und nach links (im Tunnel)                                            |  | Strecke I nach Hattingen              | Strecke I nach Hattingen              |
| U-Bahn-Verschwenkung von links (im Tunnel) · U-Bahn-Verschwenkung von rechts (im Tunnel)       |  | Betriebsgleis                         | Betriebsgleis                         |
| U-Bahn-Kreuzung mit Tunnelstrecke (im Tunnel) · U-Bahn-Abzweig quer und nach links (im Tunnel) |  | Strecke III                           | Strecke III                           |
| U-Bahn-Tunnelende                                                                              |  | Rampe Hans-Böckler-Straße             | Rampe Hans-Böckler-Straße             |
| U-Bahn-Haltepunkt / Haltestelle                                                                |  | Bochum Rathaus                        | Bochum Rathaus                        |
| U-Bahn-Kreuzung mit Tunnelstrecke · U-Bahn-Strecke quer (im Tunnel)                            |  | Strecke II                            | Strecke II                            |
|                                                                                                |  |                                       |                                       |
| U-Bahn-Grenze                                                                                  |  | Stadtgrenze Herne-Wanne-Eickel–Bochum | Stadtgrenze Herne-Wanne-Eickel–Bochum |
|                                                                                                |  |                                       |                                       |
| U-Bahn-Bahnhof mit S-Bahn-Halt                                                                 |  | Wanne-Eickel Hbf 306 316              | S 2                                   |
|                                                                                                |  | Wendeschleife                         |                                       |

### Strecke I

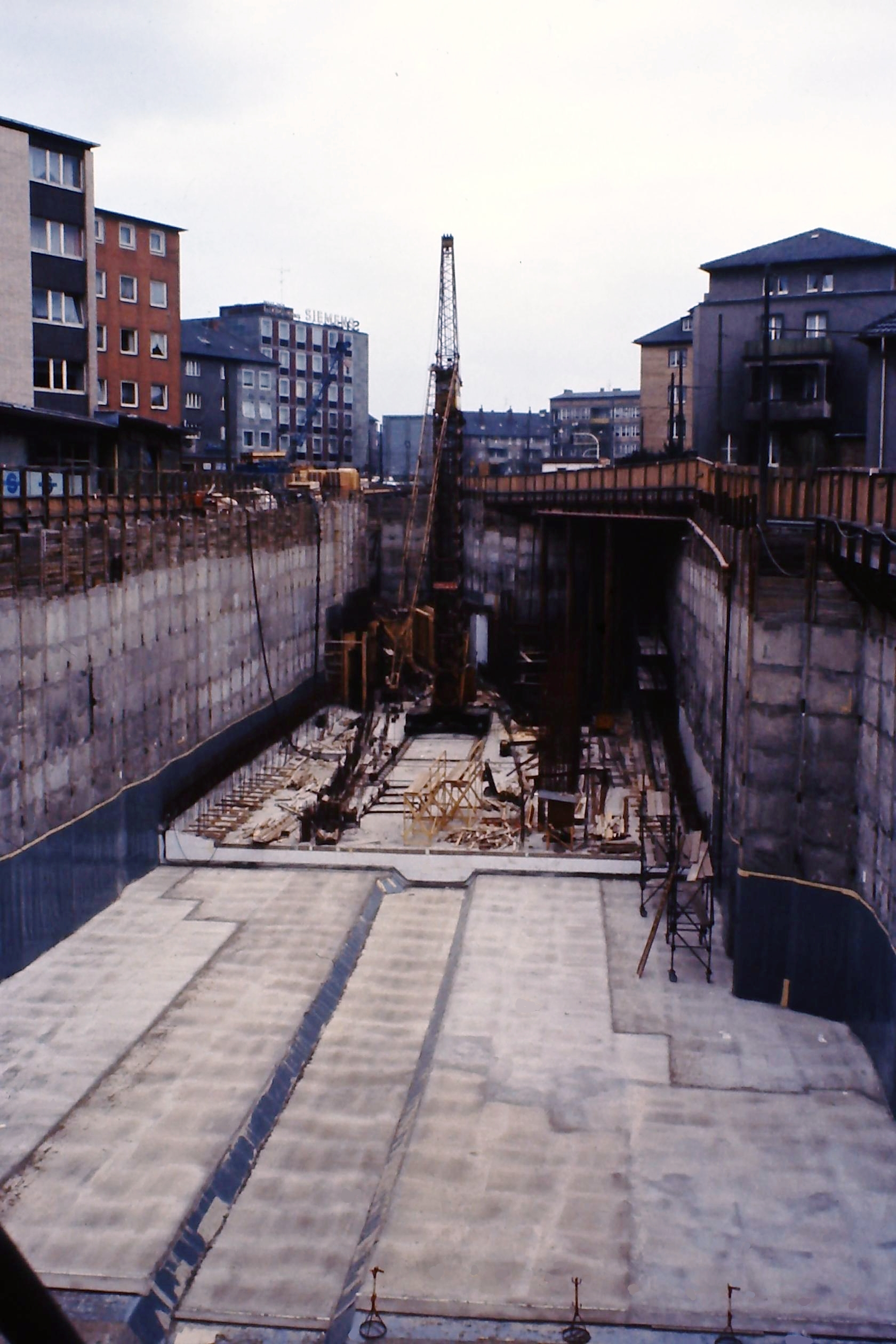
Bau der U-Bahn-Station Schauspielhaus

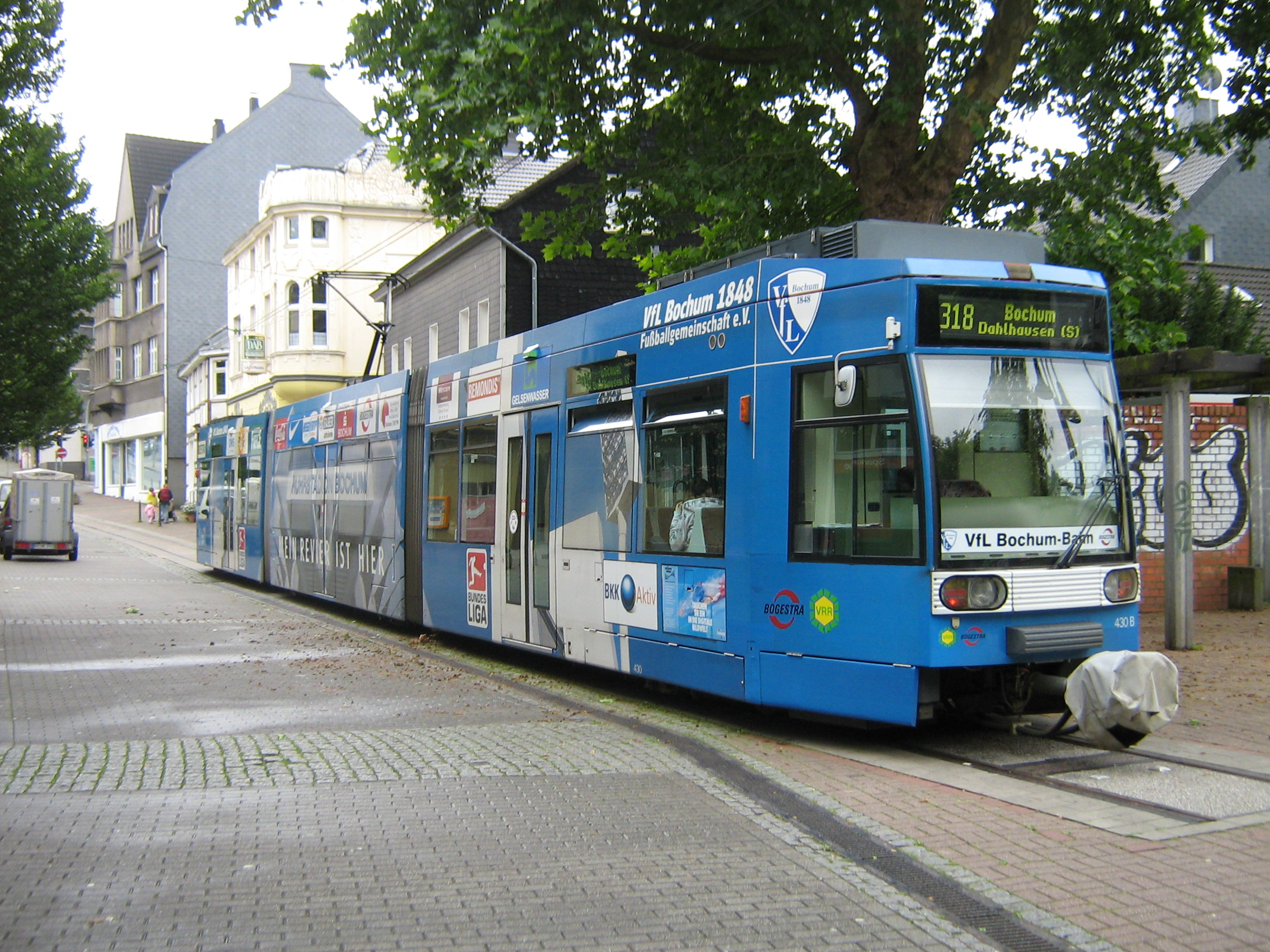
NF6D auf der Linie 318 in Dahlhausen

Hierbei handelt es sich um die ältesten Tunnelabschnitte der Bochumer Stadtbahn. Die Stadtbahn, für die der Tunnel ursprünglich gebaut wurde, sollte von Hattingen über Bochum-Linden, -Weitmar, -Innenstadt, -Gerthe nach Castrop-Rauxel verlaufen. Dazu wurde der Nordast der alten Linien 8 und 18 von Herne und Recklinghausen nach Gerthe verlegt. Der Tunnelabschnitt umfasst vier Stationen und reicht von der Rampe am Bergmannsheil bis zu der Rampe am Ruhrstadion. Die Strecke wird fast komplett gemäß der ursprünglichen Planung durch die Linie 308 bedient, endet aber auf Bochumer Stadtgebiet im Stadtteil Gerthe kurz vor Erreichen der Stadtgrenze.
Die Strecke ist meterspurig, aber gerade im nordöstlichen Ast teilweise stadtbahnmäßig ausgebaut. Dort und auch auf der Tunnelstrecke sind die Haltestellen weitgehend barrierefrei ausgebaut. Im südwestlichen Ast fahren die Linien fast ausschließlich als reine Straßenbahn und es existieren nur einige wenige barrierefreie Stationen. Vor einigen Jahren wurde die Strecke zum Teil mit Ampelvorrangschaltungen ausgerüstet, außerdem mit Haltestellenampeln, die den Verkehr hinter der einfahrenden Straßenbahn für den Individualverkehr sperren. Fünf Haltestellen liegen dabei in Hattingen. Die letzten beiden, Bahnhofstraße und Hattingen Mitte, gelten als Stadtbahnstationen. Ab der Hattinger Ruhrbrücke bis zur Endstelle besitzt diese Strecke einen bahneigenen Gleiskörper.
Außerdem fährt auf der Strecke noch die Linie 318, die, von Dahlhausen Bahnhof kommend, die 308 von Linden Mitte bis Hauptbahnhof verstärkt. In der Schwachverkehrszeit wird die 318 verlängert bis Gerthe, um dort einen 15-Minuten-Takt halten zu können.
| Linie   | Verlauf | Takt (mo–fr)                       |
| ------- | --- | ---------------------------------- |
| 308 318 | Hauptlinienweg: Bochum-Gerthe Schürbankstraße – Gerthe Mitte – Heinrichstr. – Harpen – Vonovia Ruhrstadion – U Planetarium – U Bochum Hbf – U Bermuda3eck/Musikforum – U Schauspielhaus – Bergmannsheil – Weitmar – Linden Mitte – 308: – Linden Mitte – Hattingen-Winz-Baak – Hattingen Mitte 318: – Linden Mitte – Bochum-Dahlhausen | 15 min 7/8 min (Bochum Hbf–Linden) |
| 316     | Wanne-Eickel Hbf – Eickel Kirche – Eickel Auf der Wenge – Bochum-Hofstede – Hamme Amtsstr. – Bochum Rathaus – U Bochum Hbf – U Planetarium – Vonovia Ruhrstadion – Harpen – Gerthe Heinrichstr. | 15 min (zur HVZ)                   |

### Strecke II
Diese Nord-Süd-Verbindung entspricht in ihrem Ausbaustand am ehesten den ursprünglichen Planungen, da die einzige dort verkehrende Linie U35 CampusLinie eine Stadtbahn gemäß der strengeren Definition darstellt. Das bedeutet einen normalspurigen Betrieb, Hochbahnsteige, eine reduzierte Zahl an Haltestationen und eine eigenständige Führung in Abschirmung vor dem Individualverkehr. Die U35 verkehrt von Herne bis Bochum-Querenburg und benutzt dabei zum großen Teil eine Tunnelstrecke. Lediglich zwischen der Haltestelle Wasserstraße und der Endhaltestelle Hustadt wird sie oberirdisch geführt, liegt dabei aber in der Mitte der Universitätsstraße auf einem unabhängigen Gleiskörper. Von den 21 Stationen befinden sich sechs an der Oberfläche und fünfzehn im Tunnel, darunter alle sechs Herner Stationen. Insgesamt sind lediglich vier Kreuzungspunkte mit dem Individualverkehr zu finden, an denen die Stadtbahn durch Ampelschaltungen bevorrechtigt ist.
Der ursprünglich geplante Ausbaustand konnte aber nicht erreicht werden, da die Städte Recklinghausen und Witten aus den gemeinsamen Plänen und der Finanzierung ausgestiegen sind. Ursprünglich hätte die Linie beide Städte verbinden sollen. So endet sie nun in beiden Richtungen vorzeitig in Herne, Schloß Strünkede bzw. Bochum-Querenburg, Hustadt.
Bis auf die Haltestelle Berninghausstraße in Herne, die über keinen Aufzug verfügt, sind alle Stationen barrierefrei ausgebaut. In der Praxis erweist sich ihre Nutzung für Mobilitätseingeschränkte aber bisweilen als etwas schwierig, da die Stationen immer wieder von Vandalismus betroffen sind: Ein barrierefreier Zugang wird bis auf zwei offene Stationen (Wasserstraße und Brenscheder Straße) nur durch die Benutzung von Aufzügen gewährleistet, die jedoch ebenso durch mutwillige Beschädigung immer wieder ausfallen.
Die U35 ist mit rund 84.000 Fahrgästen (Stand 2011) täglich die meistgenutzte Linie der Stadtbahn Bochum. Um diese Nachfrage zu bewältigen wird zur Hauptverkehrszeit üblicherweise in Doppeltraktion und morgens sogar im 3-Minuten-Takt gefahren. Der Betriebsschluss der U35 ist später als bei anderen Linien des Bochumer Schienenverkehrs. Die letzten regulären Züge fahren kurz nach 1 Uhr von den Endhaltestellen ab. Vor Samstagen, Sonn- und Feiertagen wird die Zeit zwischen Betriebsschluss und -beginn durch Nachtexpress-Fahrten im Stundentakt abgedeckt. Eine Umsteigebeziehung mit den dann außerdem verkehrenden Nachtexpress-Bussen ist durch den Fahrplan sichergestellt.
| Linie | Linienverlauf | Takt (HVZ)                |
| ----- | --- | ------------------------- |
| U 35  | U Herne, Schloß Strünkede1 – U Herne Bf – U Herne Mitte – U Archäologie-Museum/Kreuzkirche – U Hölkeskampring – U Herne, Berninghausstraße – U Bochum, Rensingstraße – U Riemke Markt2 – U Zeche Constantin – U Feldsieper Straße – U Deutsches Bergbau-Museum – U Bochum Rathaus (Nord) – U Bochum Hbf – U Oskar-Hoffmann-Straße – U Waldring – Wasserstraße – Brenscheder Straße – Markstraße – Gesundheitscampus – Ruhr-Universität – Lennershof BO – Bochum Hustadt (TQ)3 Die Linie U 35 heißt auch „CampusLinie“ | 10 min (1–2) 05 min (2–3) |

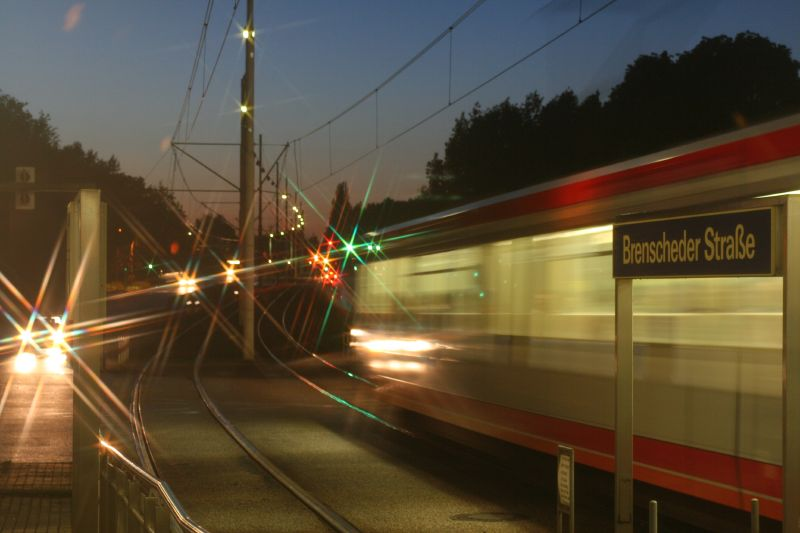
Haltestelle Brenscheder Straße
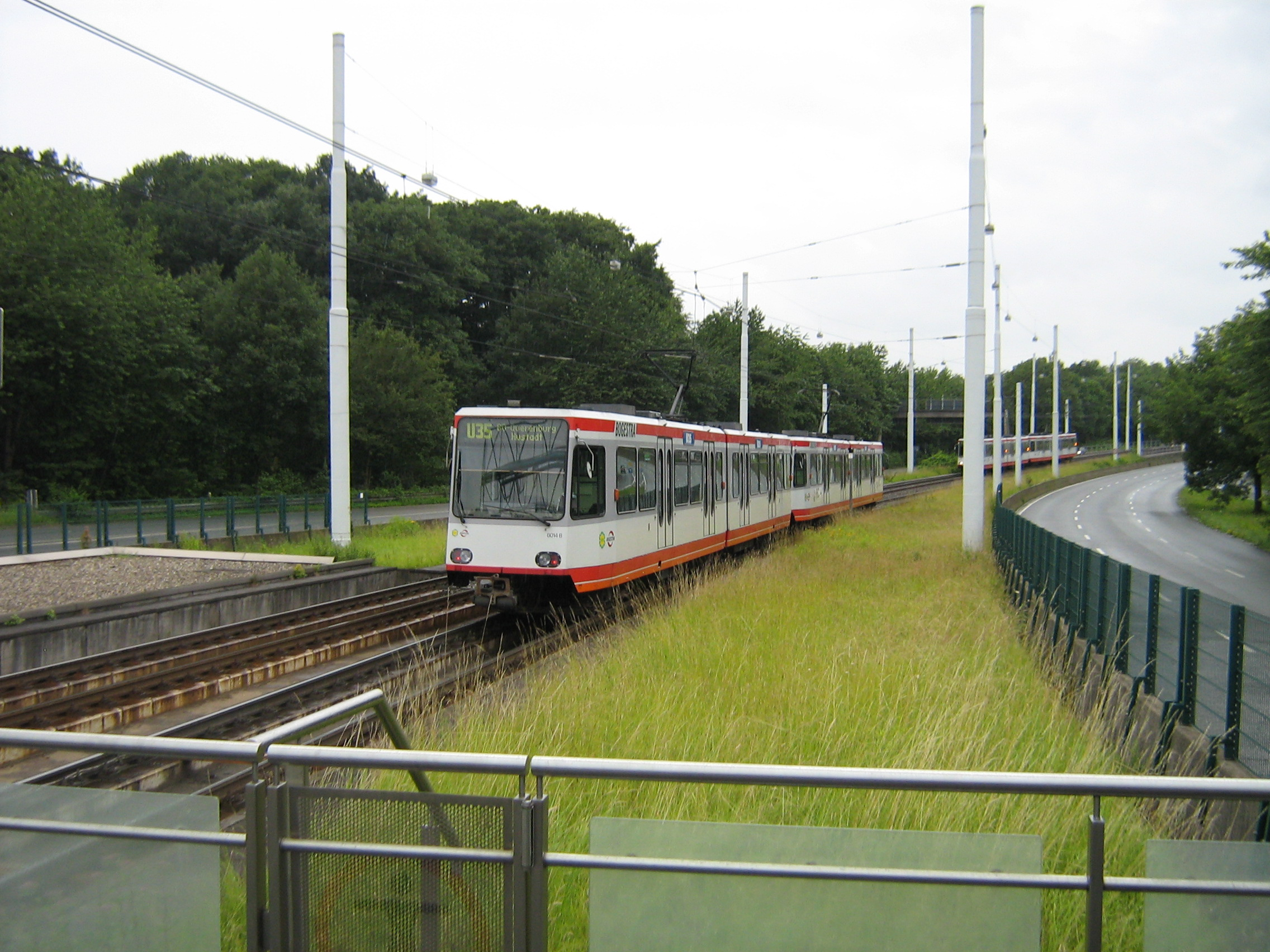
U35 in Mittellage auf der Universitätsstraße
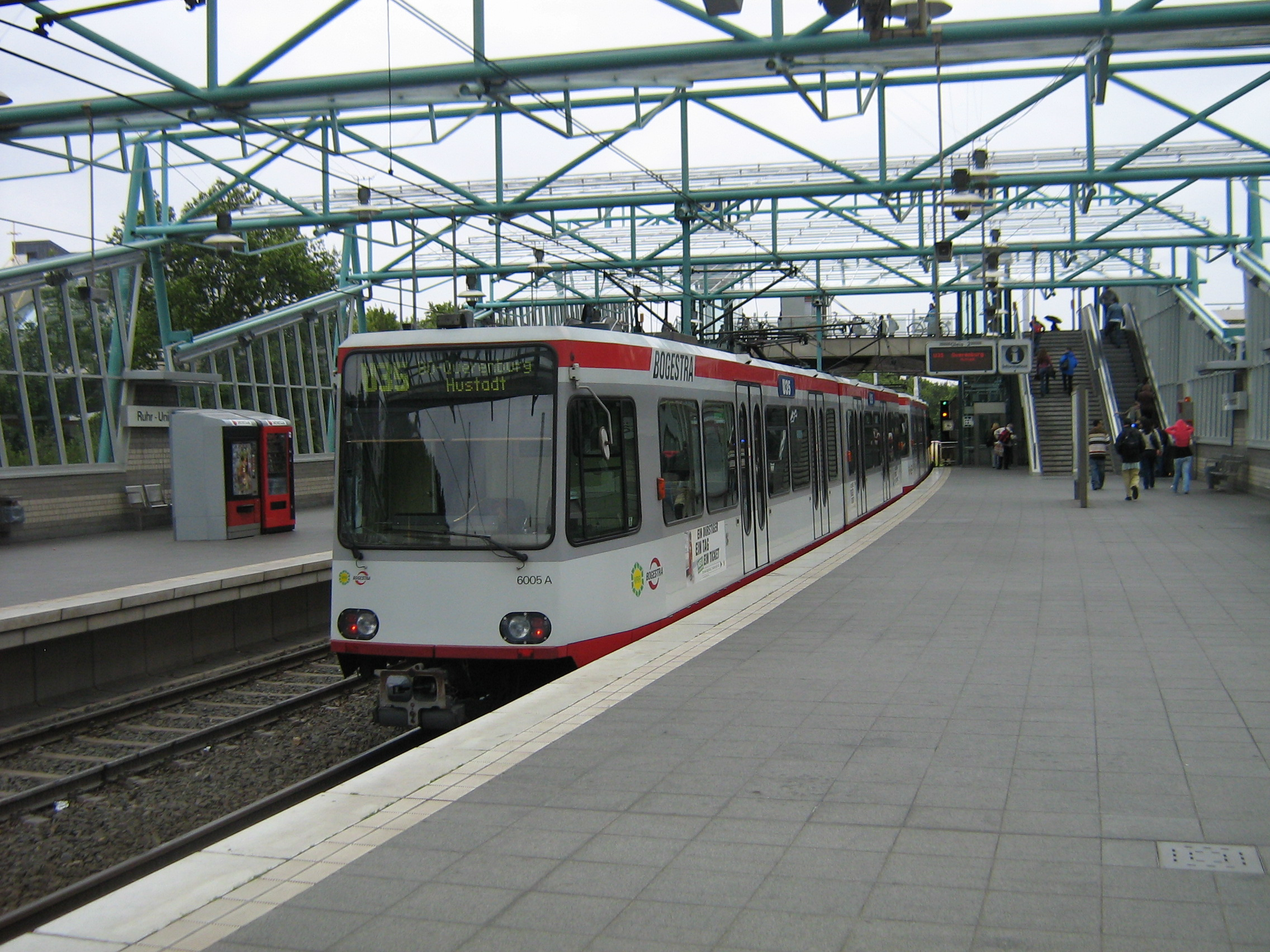
Haltestelle Ruhr-Universität
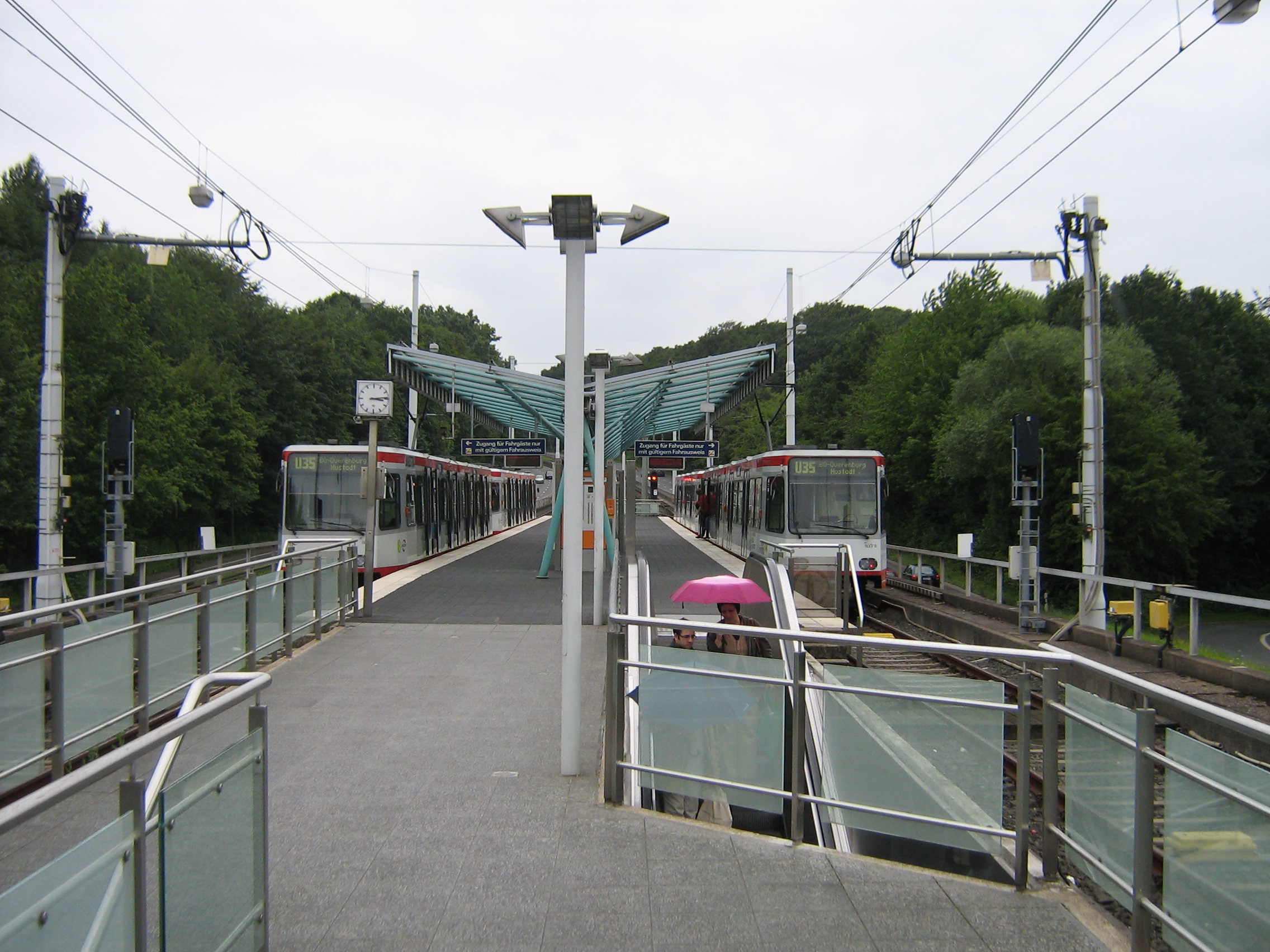
Endstelle Hustadt
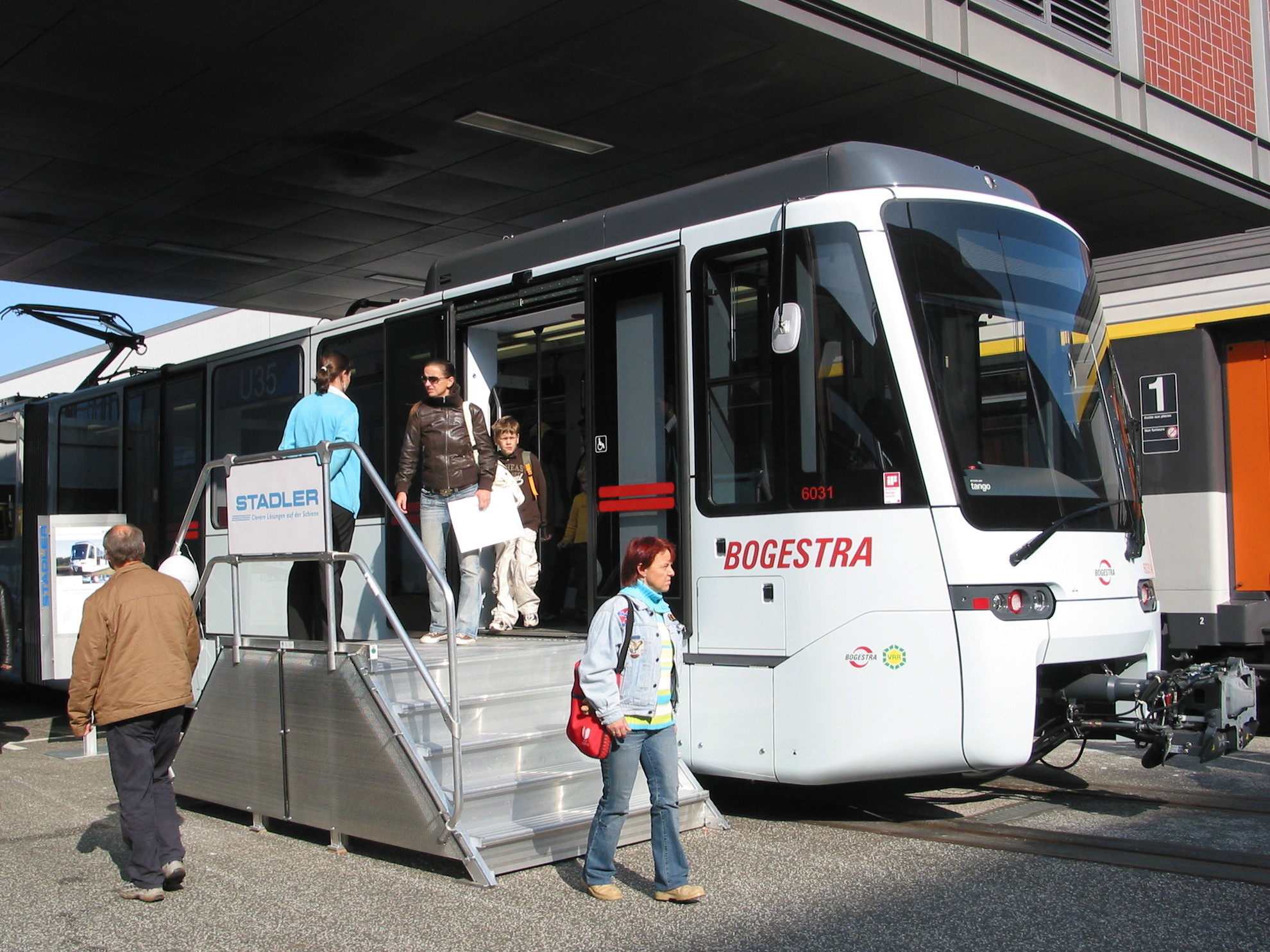
6031 (Typ Tango) Innotrans 2008

### Strecke III

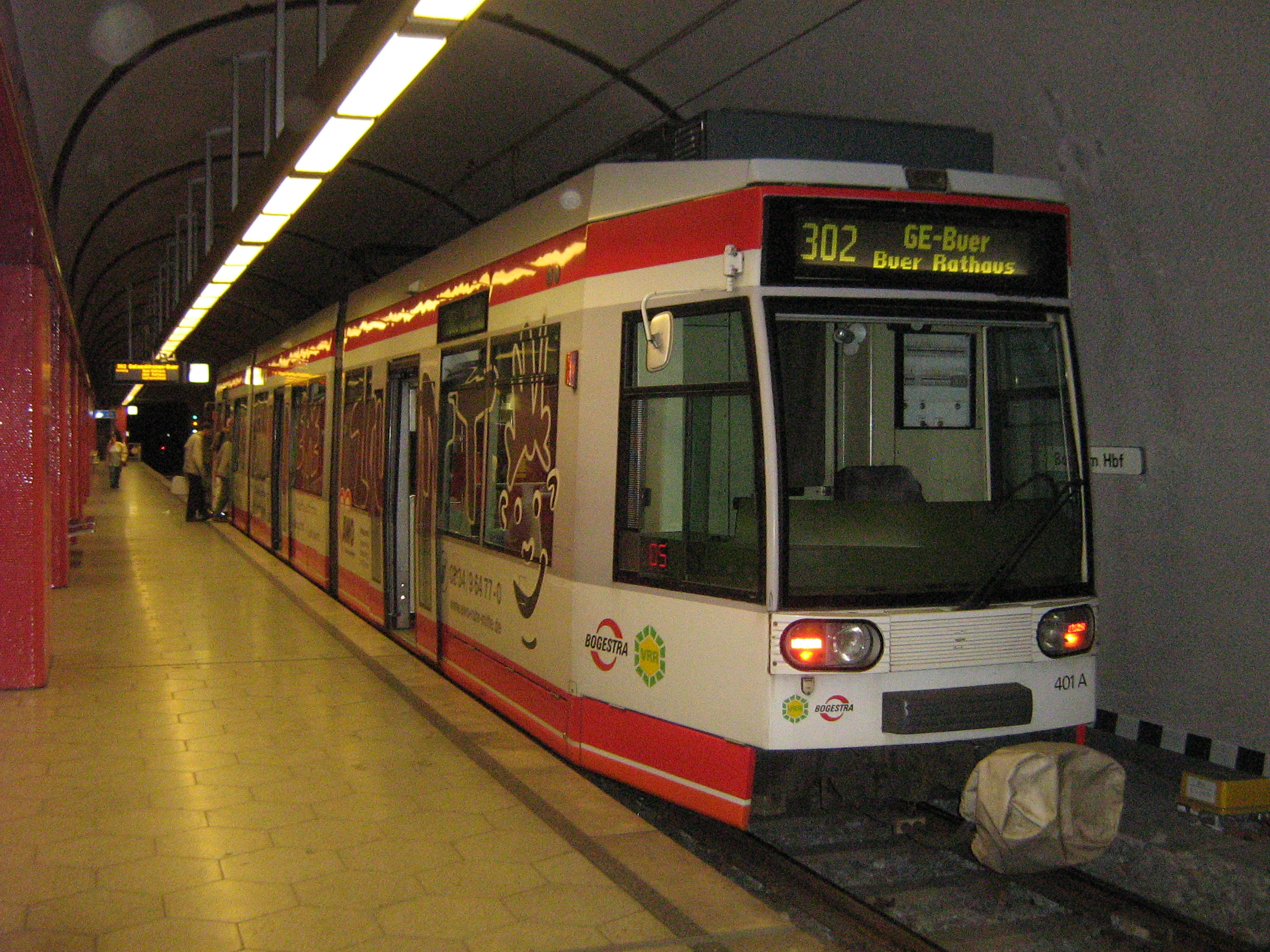
Ein NF6D auf der Linie 302

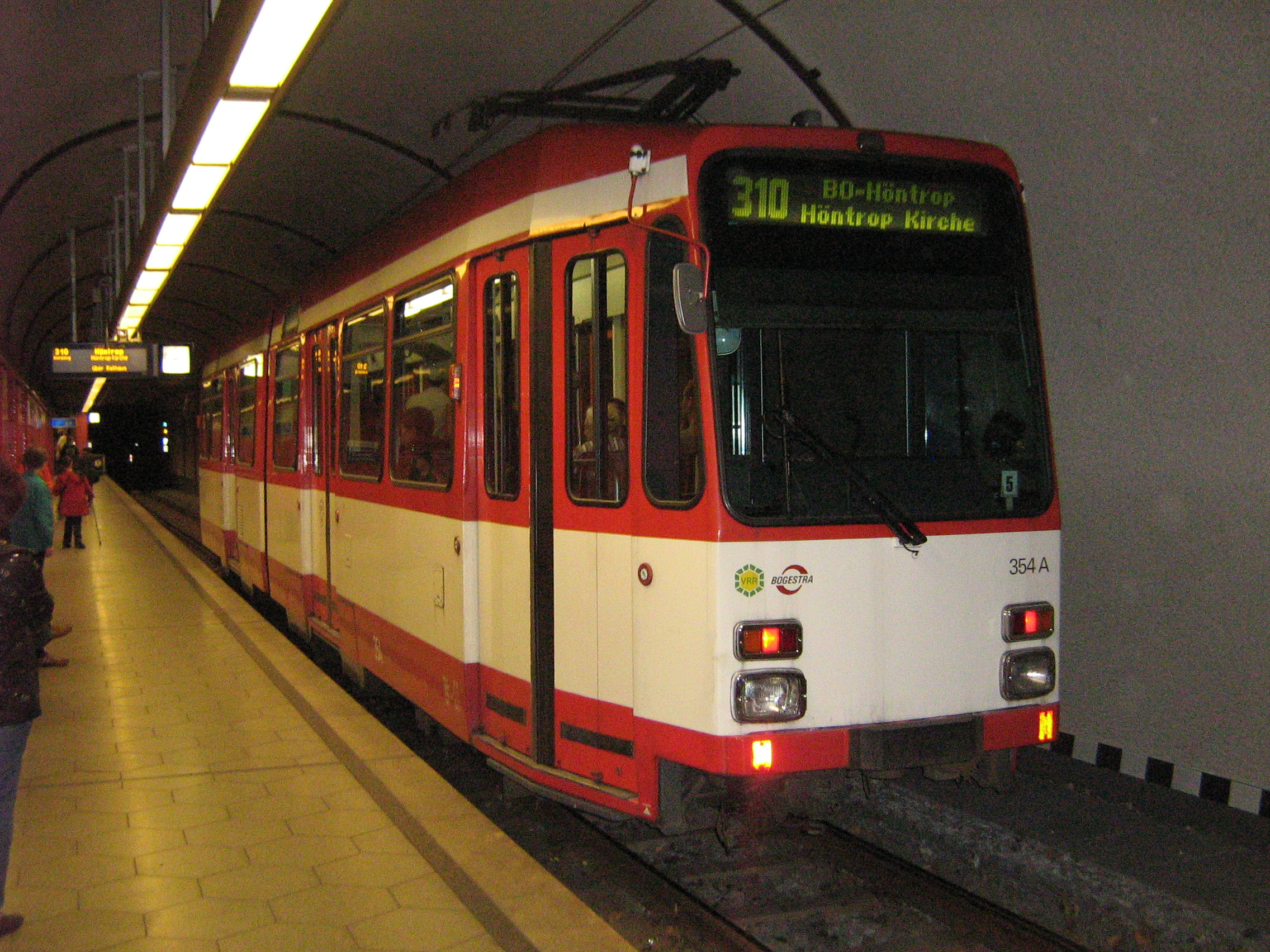
Ein M6 auf der Linie 310

Bei dieser Strecke war geplant, sie von Laer über Stadtmitte, Höntrop, Wattenscheid-Mitte, Gelsenkirchen-Ückendorf, -Mitte, -Erle bis nach Herten zu führen. Auch für diese Stadtbahn wäre der Linienweg der dort zuvor verkehrenden Straßenbahn geändert worden. Der geplante Ausbau wurde allerdings mittlerweile zu den Akten gelegt, obwohl zwei vorgesehene Tunnelabschnitte in den Innenstädten von Gelsenkirchen (seit 1984 bis Musiktheater) und Bochum hierfür fertiggestellt wurden. In Bochum wird dieser Tunnel, der vier Bahnhöfe umfasst, nun von den Linien 302, 305 und 310 befahren. Die 302 verkehrt mit einer Fahrzeit von 80 Minuten zwischen dem Bahnhof Bochum-Langendreer (tagsüber wochentags jeder zweite Zug erst ab O-Werk) nach Gelsenkirchen-Buer Rathaus. Dabei durchfährt sie die langgestreckte Stadt Gelsenkirchen in Nord-Süd-Richtung und bildet somit das Rückgrat des Gelsenkirchener Nahverkehrs. 1994 wurde die weiter östlich verlaufende unterirdische Trasse der Linie 301 in Betrieb genommen; der Tunnel endet unmittelbar südlich des Rhein-Herne-Kanals am Zoo.
Die Linie 310 kommt aus Witten, wo sie 15 Haltestellen bedient und auch die Innenstadt von Witten durchquert. Ab Laer Mitte verstärkt sie die 302, führt dann aber nach der Bochumer Innenstadt weiter nach Höntrop Kirche.
In Langendreer, Laer und auf dem Linienweg der 310 nach Höntrop finden sich mehrere gut ausgebaute Streckenabschnitte. Ein barrierefreier Zugang ist vorhanden, da auf dem Netz 2020 Niederflurwagen fahren. Die 302 ist in Bochum nur zwischen den Haltestellen Langendreer und Westpark sowie an einigen Haltestellen in Wattenscheid Mitte barrierefrei zugänglich. In Gelsenkirchen, wo die Strecke ab Musiktheater unabhängig vom Individualverkehr auf den Mittelstreifen von Hauptverkehrsstraßen verläuft, sind die Haltestellen meist entsprechend ausgestattet. Die Strecke der 302 wurde hier bereits zur Fußball-Weltmeisterschaft 1974 mit unabhängigem Gleiskörper errichtet und für den Betrieb mit Doppeltraktion anlässlich der WM 2006 erneut ausgebaut. Trotzdem führte die geplante U21-Strecke nicht auf dieser Trasse, sondern weiter östlich; teilweise werden die für die U21 vorgesehenen Stationen gegenwärtig von der Linie 301 bedient. Die Linie 302 hat in Gelsenkirchen infolgedessen lediglich zwei Tunnelstationen.
Seit dem 29. Januar 2006 ist in Bochum die Stadtbahn-Strecke unter der Innenstadt in Betrieb. Somit ist diese nun schienenfrei. Die Linien 302 und 310 fahren zwischen den Haltestellen Freigrafendamm und Jacob-Mayer-Straße/Jahrhunderthalle unterirdisch.
Die ausschließlich in Gelsenkirchen verkehrende Linie 301 hält an sieben Stadtbahnstationen im Tunnel und an einer oberirdischen Station (ZOOM Erlebniswelt). Sie überquert nachfolgend den Rhein-Herne-Kanal sowie die parallele Emscher und führt via Erle weiter Richtung Buer Rathaus. Endstation ist Essener Straße im südwestlich von Buer gelegenen Stadtteil Horst. Die dort zuvor bediente Haltestelle Buerer Straße bietet Anschluss zur U11 nach Essen in abweichender Spurweite (zwischen Buerer Str. und Schloss Horst nutzt sie mit dieser ein Dreischienengleis). Bereits in der Innenstadt zweigt vor dem Musiktheater an der Oberfläche die vom Hauptbahnhof Gelsenkirchen kommende Linie 107 der Straßenbahn Essen ab.
| Linie | Verlauf | Takt (mo–fr)                                                  |
| ----- | --- | ------------------------------------------------------------- |
| 107   | Kulturlinie 107: U Gelsenkirchen Hbf – U Heinrich-König-Platz – Gelsenkirchen Musiktheater – Gelsenkirchen-Feldmark – Essen-Katernberg – Zollverein Nord Bf – Abzw. Katernberg – Zollverein – Stoppenberg – U Viehofer Platz – U Rathaus Essen – U Essen Hbf | 20 min                                                        |
| 301   | Gelsenkirchen-Horst Essener Str. – Schloss Horst – Buerer Str. – Gelsenkirchen-Buer Süd Bf – Beckhausen - Buer Rathaus/Kunstmuseum – Erle – ZOOM Erlebniswelt – U Trinenkamp – U Bergwerk Consolidation – U Bismarckstraße – U Leipziger Straße – U Musiktheater – U Heinrich-König-Platz – U Gelsenkirchen Hbf | 7/8 min                                                       |
| 302   | Gelsenkirchen-Buer Rathaus – Gelsenkirchen, Veltins-Arena – Gelsenkirchen-Schalke – Musiktheater – U Heinrich-König-Platz – U Gelsenkirchen Hbf – Gelsenkirchen-Ückendorf – Bochum-Wattenscheid, August-Bebel-Platz – Stahlhausen Wattenscheider Str. – U Bochumer Verein/Jahrhunderthalle – U Rathaus (Süd) – U Bochum Hbf – U Lohring – Altenbochum Kirche – Bochum-Laer Mitte – (Mark 51° 7 – Langendreer Markt – Langendreer ) / O-Werk | 7/8 min (Buer–Laer) 15 min (Laer–Langendreer und Laer–O-Werk) |
| 305   | Bochum-Wattenscheid Höntrop Kirche – Stahlhausen Wattenscheider Str. – U Bochumer Verein/Jahrhunderthalle – U Rathaus (Süd) – U Bochum Hbf – U Lohring – Altenbochum Kirche – Bochum-Laer Mitte – Mark 51° 7 – Langendreer Markt – Langendreer | 30 min                                                        |
| 310   | Bochum-Wattenscheid Höntrop Kirche – Stahlhausen Wattenscheider Str. – U Bochumer Verein/Jahrhunderthalle – U Rathaus (Süd) – U Bochum Hbf – U Lohring – Altenbochum Kirche – Bochum-Laer Mitte – Mark 51° 7 – Langendreer Markt – Witten, Crengeldanz – Witten, Marienhospital – Witten Rathaus –Witten, Bahnhofstraße – Witten, Heven Dorf                                                                                                | 30 min                                                        |

### Strecke IV
Hierbei handelt es sich um die Strecke von der Bochumer Innenstadt nach Wanne-Eickel. Bedient wird sie durch die Straßenbahnlinie 306. Sie war in der ursprünglichen Planung der Stadtbahn Rhein-Ruhr als Abzweig von der Strecke II (U35) vorgesehen, fiel jedoch im Laufe der Jahrzehnte zunächst aus der Planung. In der Folgezeit galt die oberirdische Straßenbahnstrecke nach Wanne-Eickel lange Zeit als Stilllegungskandidat und wurde „auf Verschleiß“ gefahren. Erst als die Bauarbeiten des Innenstadtabschnitts der Strecke III in greifbare Nähe rückten und eine Stilllegung der Wanne-Eickeler Strecke politisch nicht mehr gewünscht war, wurde die Planung für eine Integration dieser Strecke in das Stadtbahnnetz wieder aufgenommen und schließlich durch einen Anschluss an die Strecke I am Hauptbahnhof realisiert. Dies erfolgte nicht zuletzt, da der Innenstadtbereich von Bochum, insbesondere die Bongard- und die Massenbergstraße, schienenfrei werden sollte. Ein Anschluss an die bestehenden bzw. damals in Planung und Bau befindlichen Tunnelabschnitte war indes nicht ohne weiteres möglich: Auf den Tunnel der Linien 302/310 stößt die 306 praktisch rechtwinklig und die U35 wird auf abweichender Spurweite (Normalspur) sowie durchgehend mit Hochbahnsteigen betrieben. Daher wurde in der Station Bochum Rathaus (Süd) eine unterirdische Brücke gebaut, über die die Linie 306, die Gleise der 302/310 überquerend, zum Bochumer Hauptbahnhof gelangt. Die Linie 306 nutzt dabei einen ohnehin geplanten und baulich vorbereiteten Betriebstunnel von der Strecke der 308/318 Richtung Rathaus, der unter anderem der Verbindung der Strecken und zur Überführung von Wagen dieser Linien zum Straßenbahndepot Engelsburg dient. Dieser Tunnel wurde gegenüber der Planung als reiner Betriebstunnel verlängert, um eine Rampe neben dem Rathaus sowie einen neuen oberirdischen Stadtbahnhof Bochum Rathaus ergänzt. Auch im weiteren Verlauf der 306 waren an der Oberfläche umfangreiche Modernisierungsmaßnahmen erforderlich. So unter anderem ein größerer Abstand der Gleise, damit sich auch die längeren Niederflurwagen ohne Probleme begegnen können. Dabei wurden alle Haltestellen barrierefrei ausgebaut. Die Bauarbeiten im Bochumer Norden und in Wanne-Eickel wurden im August 2009 beendet. Seitdem ist auch der Einsatz der neuen Niederflurwagen auf dieser Strecke möglich. Die Durchschnittsgeschwindigkeit der Linie ist von 14 km/h auf 19 km/h gestiegen. So soll die Verbindung zwischen Bochum und Wanne-Eickel attraktiver werden.
| Linie | Verlauf | Takt (mo–fr)     |
| ----- | --- | ---------------- |
| 306   | Wanne-Eickel Hbf – Eickel Kirche – Eickel Auf der Wenge – Bochum-Hofstede – Bochum-Hamme Amtsstr. – Bochum Rathaus – U Bochum Hbf                                                               | 15 min           |
| 316   | Wanne-Eickel Hbf – Eickel Kirche – Eickel Auf der Wenge – Bochum-Hofstede – Hamme Amtsstr. – Bochum Rathaus – U Bochum Hbf – U Planetarium – Vonovia Ruhrstadion – Harpen – Gerthe Heinrichstr. | 15 min (zur HVZ) |

Einzelne Fahrten werden im Berufs- und Stadionverkehr bis zur Haltestelle Vonovia Ruhrstadion verlängert.

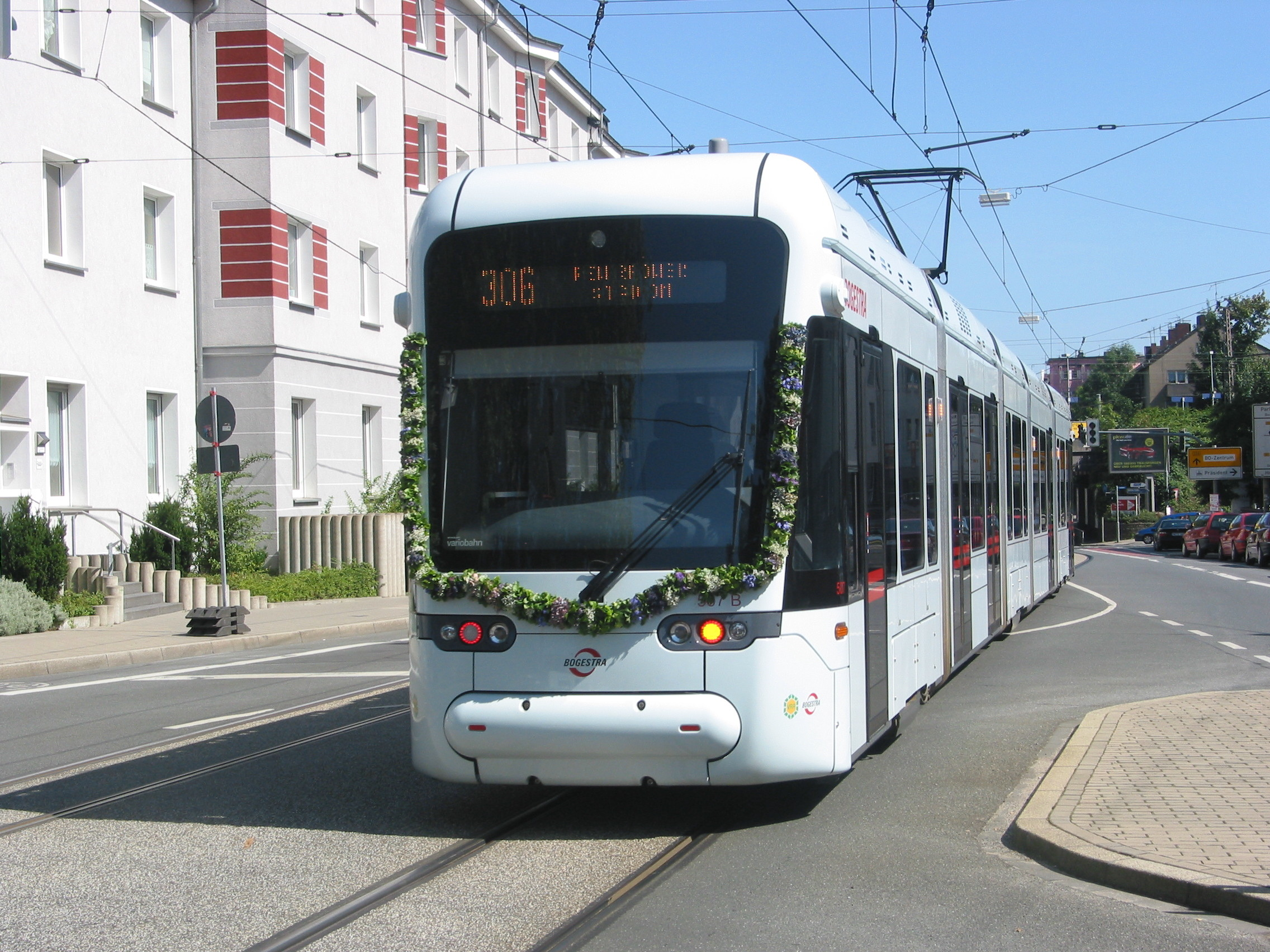
Variobahn 507 am ersten Einsatztag auf der modernisierten Linie 306 in Bochum-Hamme
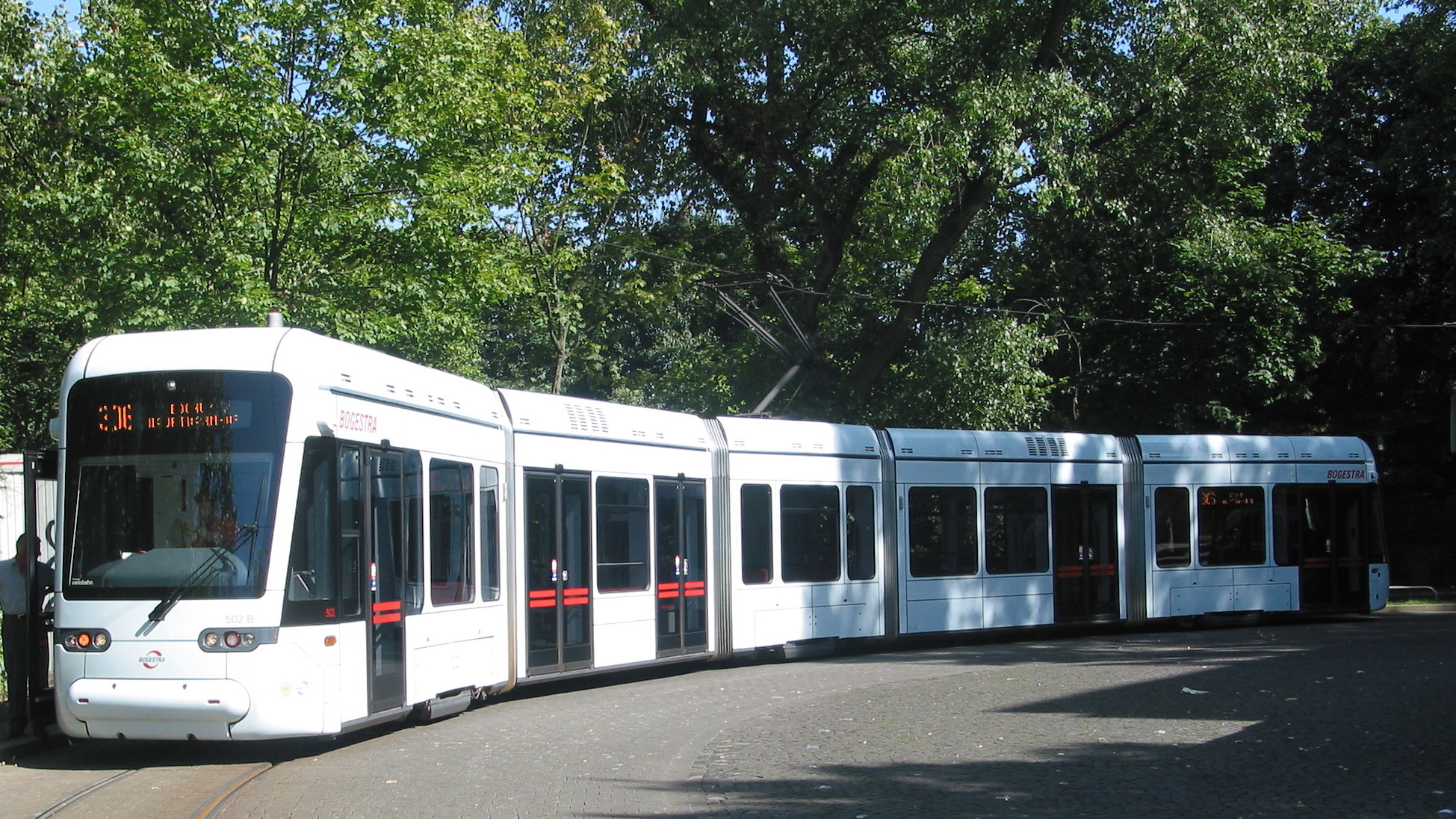
Linie 306 (Variobahn) in der Wendeschleife Wanne-Eickel Hbf.

### Bauliche Besonderheiten
Besondere Beachtung unter den Stadtbahn-Stationen verdienen insbesondere die der dritten Strecke. Der U-Bahnhof Bochum Hauptbahnhof präsentiert sich als sechsgleisiger Turmbahnhof auf zwei Ebenen. Die vier unteren Gleise auf der Ebene −3 verlaufen in zwei Bahnhofsröhren mit Mittelbahnsteigen, wobei die normalspurigen Gleise der U35 innen und die Meterspurgleise der 302/310 außen liegen. Darüber auf der Ebene −2 befinden sich die beiden Seitenbahnsteige für die Gleise der Linien 306, 308 und 318, die rechtwinklig zu den anderen Gleisen angeordnet sind.
Die Station Bochum Rathaus, zentral in der Bochumer Innenstadt gelegen, ist als ein komplexes Arrangement von drei einzelnen Anlagen gestaltet worden, welche in einem rechtwinkligen Dreieck angeordnet sind. 

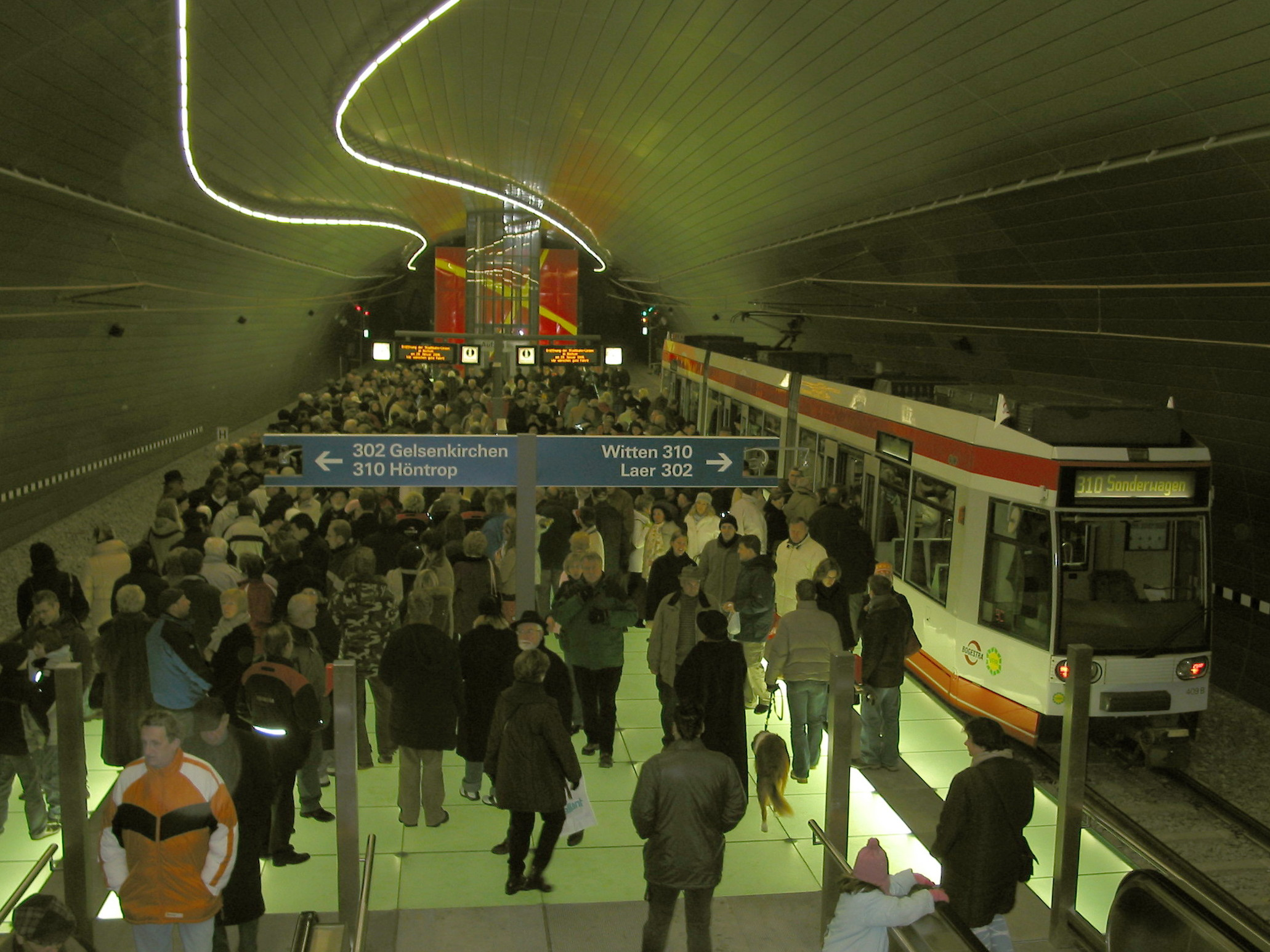
Lohring am Tag der Eröffnung der Tunnelstrecke

Der U-Bahnhof Lohring (Linien 302, 305 und 310) hat eine an einen Flugzeughangar erinnernde Form. Er ist ebenfalls mit dem Renault Traffic Award 2006 auszeichnet worden. Die perforierten Aluminiumplättchen der Verkleidung haben schallschluckende Eigenschaften und stammen aus dem Automobilbau. Hinzu kommen der beleuchtete Fußboden, leuchtende Linien an der Decke, ein markantes gelbes Kreuz auf rotem Grund an der Stirnseite und eine Klanginstallation, die mit den Umgebungsgeräuschen arbeitet; gleichwohl kann hierbei nicht auf individuelle Töne geschlossen werden.
Der U-Bahnhof Bochumer Verein/Jahrhunderthalle (Linien 302, 305 und 310) wird durch die Stahloptik sowie seine Lichtinstallation gekennzeichnet. Die blau angestrahlten Wände erscheinen vor einfahrenden Zügen erst gelb, dann rot und nach dem Halten weiß. Über einem der Stationszugänge befindet sich eine schwere Eisenplatte, die ungefähr das Gewicht eines Airbus hat. Dies soll an den direkten Nachbarn erinnern, das Gussstahlwerk des Bochumer Vereins, das unter anderem auch Radreifen für den ICE der Deutschen Bahn herstellt. Ein großformatiges Bild an der westlichen Treppe nimmt Bezug zur alten Glockengießerhalle des Bochumer Vereins.

### Schwachstellen

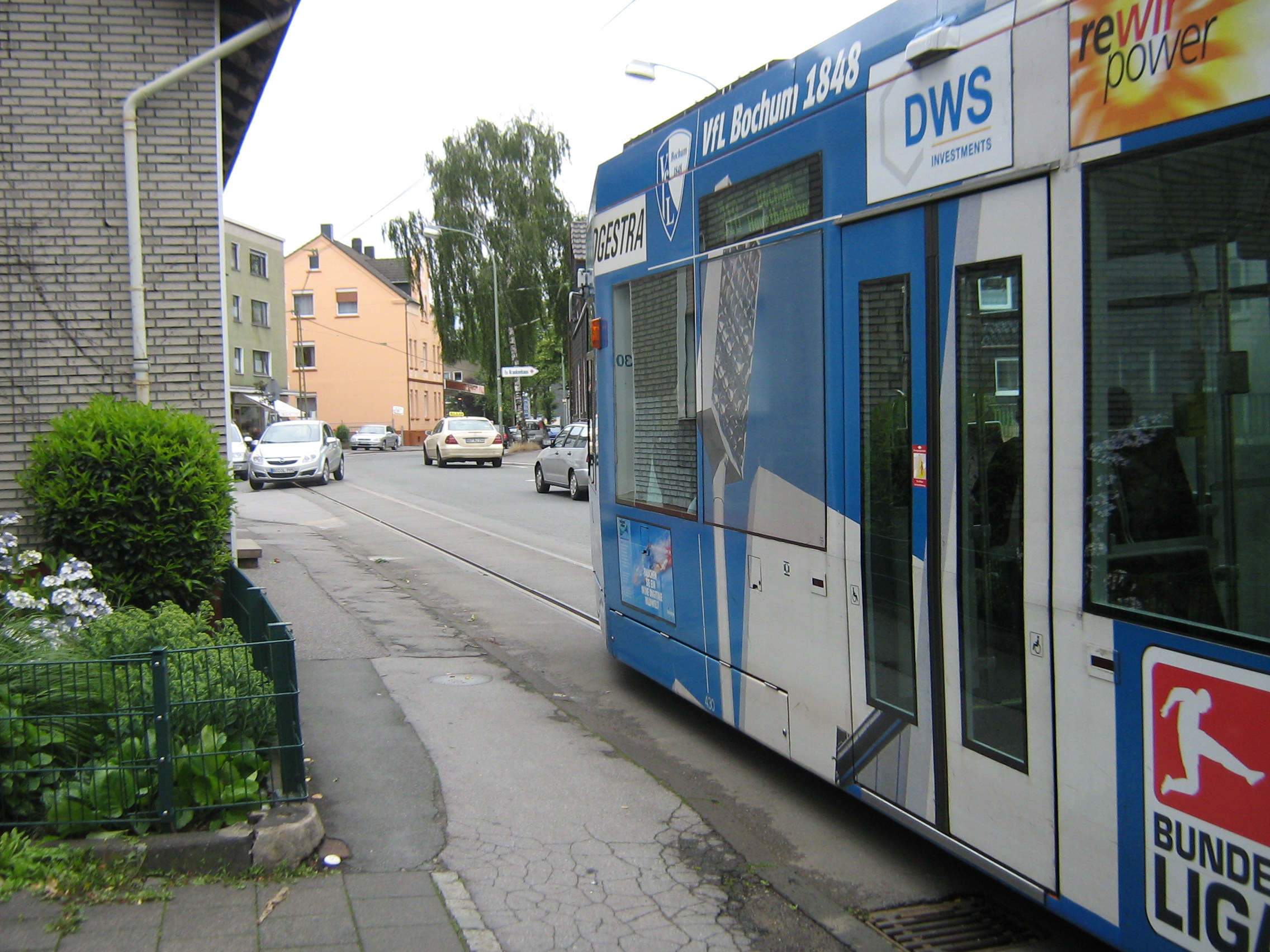
Ein Bild aus der Vergangenheit: Ein Pkw musste in Linden auf den Gehweg fahren, um dem entgegenkommenden Straßenbahnzug auszuweichen. Der Abschnitt wurde inzwischen umgebaut.

Im Bochumer Netz gibt es mehrere bauliche Mängel, die unter anderem den 20-Minuten-Takt auf der Linie 318 zur Folge hatten. Es existierten einige eingleisige Streckenabschnitte, so zwischen den Haltestellen Zentrum Augusta Linden und Dahlhausen S (Linie 318) sowie Gerthe Mitte und Schürbankstraße (Linien 308/318). Die Engstelle zwischen Zentrum Augusta Linden und Linden Mitte war durch die Eingleisigkeit am Straßenrand eine besonders kritische Stelle. Sie wurde inzwischen beseitigt und nach einem Jahr Bauzeit im September 2008 wiedereröffnet. Inzwischen ist zumindest ein 15-Minuten-Takt möglich, der seit Januar 2009 samstags gefahren wird.
Auch auf der Linie 310 gibt es eine Reihe von Engstellen. So war die Strecke zwischen Im Ümminger Feld und Crengeldanz bis auf eine Ausweichstelle bei Am Honnengraben komplett eingleisig, dieser Abschnitt wurde jedoch zwischen 2016 und 2020 durch eine zweigleisige Neubaustrecke durch die Langendreerer Hauptstraße ersetzt. Ein weiterer längerer Abschnitt zwischen Bahnhofstraße und der Endhaltestelle Heven Dorf ist noch immer eingleisig. Kreuzungsmöglichkeiten gibt es an den Haltestellen Hans-Böckler-Straße und Heven Hellweg. Diese waren aber nur für die 20 m langen hochflurigen Triebwagen vom Typ M6 geeignet. Mittlerweile können Niederflurwagen des Typs Stadler Variobahn bis zur Endstelle fahren. Seit Januar 2009 wurde samstags alle 15 Minuten gefahren, um auf dem gemeinsamen Streckenabschnitt mit der 302 einen gleichmäßigen Takt anbieten zu können. Wochentags blieb es allerdings bei einem 20-Minuten-Rhythmus, daher kam es zu der kuriosen Situation, dass die Fahrplandichte auf der Linie 310 dann geringer als samstags war.
Die Variobahn-Wagen haben aber inzwischen den Betrieb im gesamten Meterspurbetrieb im Betriebsgebiet übernommen. Diese Triebwagen verfügen über feste Laufwerke und die Entgleisungsgefahr in der Kreuzung mit der DB-Strecke besteht bei ihnen nicht.

### Ausblicke
Zur Ablösung der alten M6-Wagen hatte die BOGESTRA 45 neue Wagen bestellt, von denen 30 der ersten Serie 2008–2011 geliefert wurden. Die übrigen 15 Triebwagen folgten in den Jahren 2013–2015. Diese neuen Triebwagen vom Typ Variobahn kamen zunächst in Gelsenkirchen auf der Linie 301 zum Einsatz, bestreiten mittlerweile aber auch die kompletten Tageseinsatz auf der Linie 306. Hinzu kommen sechs normalspurige Stadtbahnwagen des Typs Tango von demselben Hersteller zur Erhöhung der Fahrzeugreserve für die U35, denn der Fahrzeugbestand ist derzeit zu gering. Wenn sämtliche Kurse in Doppeltraktion gefahren werden, werden 24 B-Wagen benötigt, werktags zwischen 7 und 8 Uhr sogar 28. Die Bogestra besitzt aber insgesamt nur 25 Fahrzeuge, daher kam es in der Vergangenheit häufig zu Engpässen. Insbesondere während der Hauptverkehrszeiten ist das ein Problem, da diese Linie die Ruhr-Universität mit dem Bochumer Hauptbahnhof verbindet und somit sehr gut ausgelastet ist. Mit den neuen Fahrzeugen sollen diese Probleme nun der Vergangenheit angehören. Auslieferungsbeginn für den Tango war der 31. August 2007, für die Variobahn-Wagen der 7. März 2008. Die Tangos werden im planmäßigen Einsatz in Doppeltraktion verwendet.
Die Engstellen der Linie 306 wurden bereits beseitigt. Abschluss der rund 30 Millionen Euro teuren Maßnahmen war am 15. August 2009 mit einer feierlichen Eröffnung der umgebauten Strecke. Langfristig ist eine Verlängerung der Linie 306 über den Weg der Linie 308/318 bis zur Haltestelle Rottmannstraße geplant, von wo aus der Stadtteil Harpen sowie das Einkaufszentrum Ruhr-Park mit einer Neubaustrecke wieder angeschlossen werden soll.

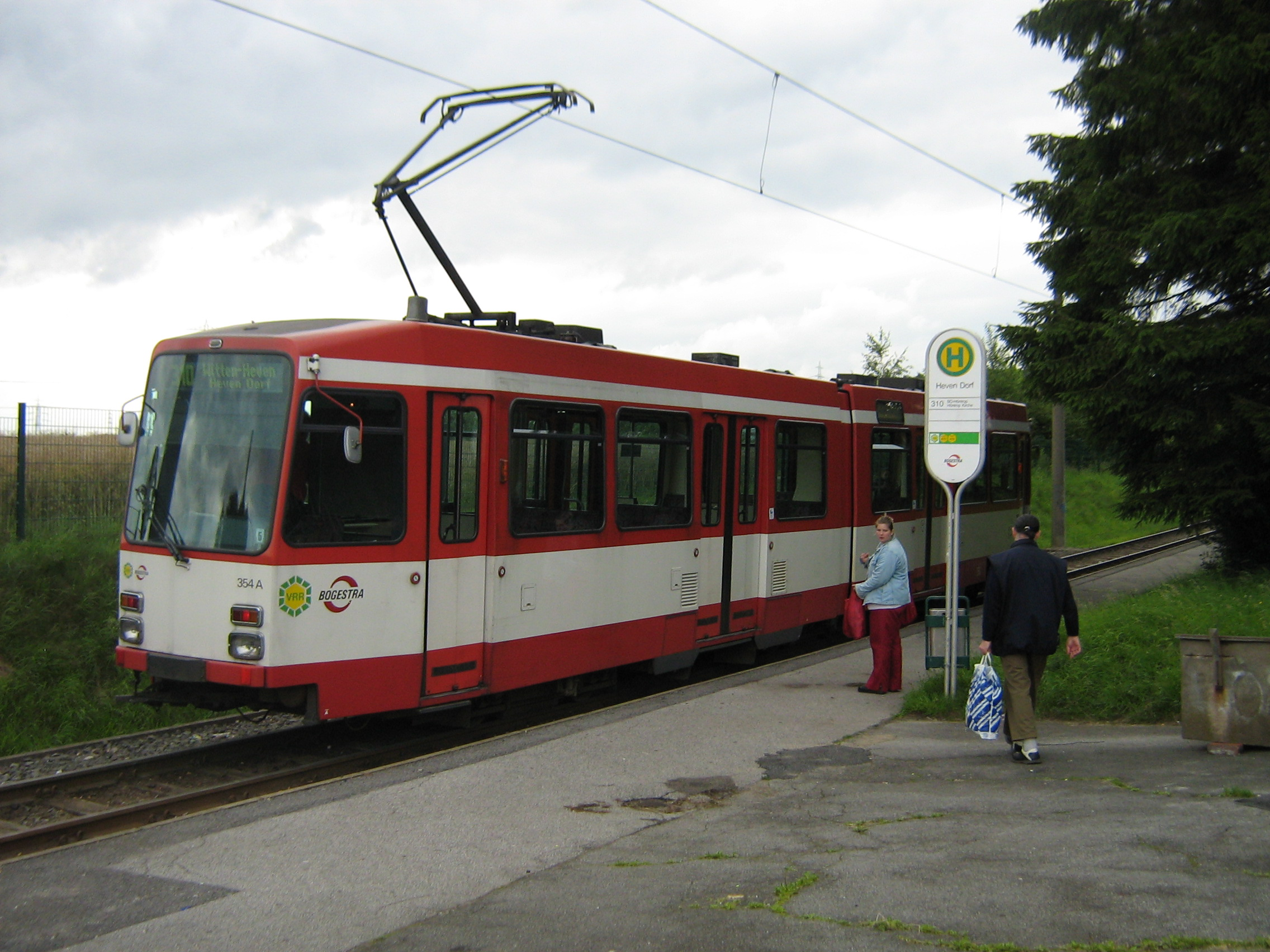
Derzeitige Endhaltestelle Heven Dorf

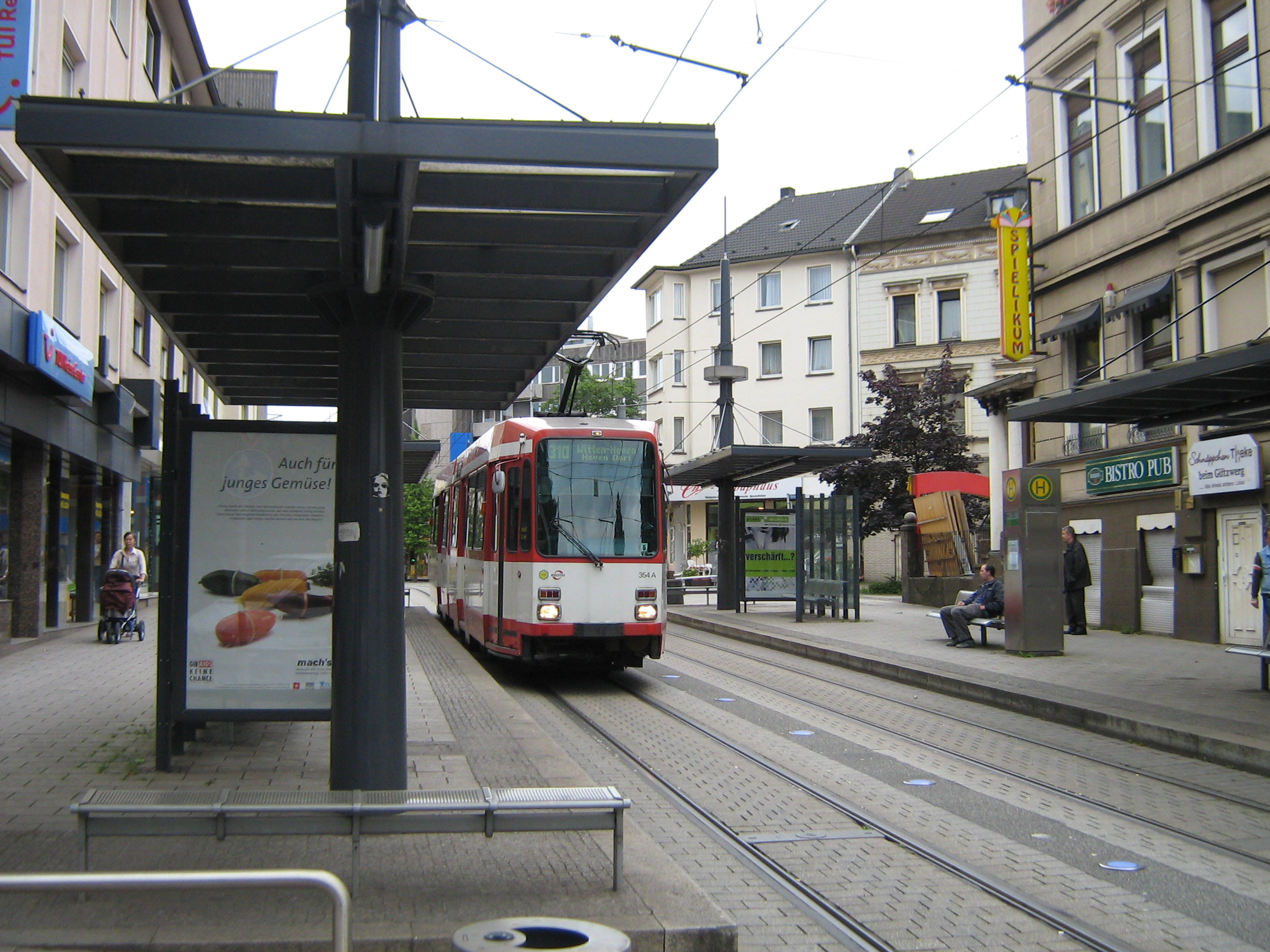
Ein M6 auf der Linie 310 in der Bahnhofstraße in Witten

Über einen Umbau der Wittener Strecke zur Beschleunigung der Linie 310 sind zurzeit keine genaueren Informationen bekannt. Allerdings existieren Planungen, den Streckenast bis Freizeitbad Heveney oder sogar wieder bis in den Stadtteil Herbede hinein zu verlängern. Laut Bewertung des Landes nach IGVP ist damit aber wohl mittelfristig nicht zu rechnen. 2007 wurde eine Einstellung des Abschnittes zwischen Witten, Bahnhofstraße bzw. Heven Hellweg und Heven Dorf diskutiert. Die bis auf zwei Ausweichstellen komplett eingleisige Strecke ist sanierungsbedürftig. Im Rahmen einer Nutzwertanalyse sollte geprüft werden, ob eine Sanierung oder eine Umstellung auf Busbetrieb geeigneter wäre. Die Linie 310 hätte dann am geplanten neuen ZOB Witten Hauptbahnhof enden können. Am 6. Dezember 2007 entschied sich der Rat der Stadt Witten einstimmig für eine Erhaltung der Linie bis Heven-Dorf. Allerdings bedeutet das eine Überprüfung der Buslinien 320 und 339.
Die Linie 310 wird seit 2017 über den Stadtteil Langendreer geführt. Nach Fertigstellung der Baumaßnahme fahren neue Trams vom Typ Variobahn nicht mehr von der Wittener Straße in die Universitätsstraße, sondern geradeaus in Richtung Langendreer Markt, wo die Strecke nach rechts in Richtung Witten fortgesetzt wird, um am Crengeldanz wieder in die Bestandsstrecke einzumünden. Der Baubeginn für den ersten Bauabschnitt fand am 21. September 2012 statt. Am 7. Oktober 2017 wurde der erste Abschnitt eröffnet. Die Linie 302 wurde von Laer nach Langendreer verlängert, so dass diese am Markt nach links abbiegt, um von dort aus die neue Endhaltestelle am S-Bahnhof Langendreer zu erreichen. Eine direkte Verbindung von Witten zum S-Bahnhof Langendreer mit Einführung des Netz2020 als Linie 309 2023.
In den 2000er Jahren wurde öffentlich über eine Verlängerung der U35 in beide Richtungen nachgedacht. Die einst geplante Verlängerung über Hustadt bis nach Witten wird aller Voraussicht nach nicht mehr realisiert. Als Vorleistung existiert allerdings hinter der Endhaltestelle Hustadt eine nach rechts über die Fahrbahn schwenkende Brücke. Diese sollte in die kurze Streckenverlängerung zur Anbindung des Technologieparks und der Hochschule Bochum mit eingebunden werden. Eine spätere Verlängerung der Strecke nach Witten würde damit unwahrscheinlicher, wenngleich nicht unmöglich. Am anderen Ende gab es Überlegungen, als Ersatz für eine Buslinie die U35 bis Recklinghausen Hauptbahnhof zu verlängern. Neu ist dieser Gedanke nicht, da er bereits in den Planungen zum Stadtbahnbau der 1970er Jahre genannt wird. Damals kam es nicht zum Bau, weil die Stadt Recklinghausen aus der Stadtbahngesellschaft austrat. Später standen zwei Verläufe zur Diskussion, wahlweise mit Einbindung des DB-Haltepunktes Recklinghausen Süd. Schon die Vorgängerlinie der U35, die oberirdische Straßenbahnlinie (30)5, führte bis Recklinghausen Hbf. Allerdings wurde der nördliche Ast von den Vestischen Straßenbahnen bereits 1982, sieben Jahre vor der Eröffnung der U35, stillgelegt. Bereits ab 1964 fuhr die Linie 5 die DB-Station Recklinghausen Süd nicht mehr an. Konkrete Planungen zur nördlichen Verlängerung gab es allerdings nicht. Die südliche Verlängerung um zwei Haltestellen zur Hochschule Bochum wurde im Rahmen der IGVP mit einem nicht ausreichenden Kosten-Nutzen-Koeffizienten bewertet und als Vorhaben der Stufe 2 im Rahmen des Bedarfsplans Schiene eingestuft. Eine Realisierung war daher keinesfalls vor 2015 vorgesehen. In den 2010er Jahren wird über eine Verlängerung bis Langendreer diskutiert.

## Fahrzeuge
| Typ          | Spurweite | Baujahr   | Fahrzeugnummern | Bemerkung |
| ------------ | --------- | --------- | --------------- | --- |
| M6S          | 1000 mm   | 1976–1977 | 301–333         | teilweise bereits ausgemustert (301–309, 315, 316, 319, 320, 322–324, 327–329, 333), hochfluriger DÜWAG-Stadtbahnwagen Typ M, 600/750 Volt = |
| M8C          | 1000 mm   | 1981–1983 | 1151–1180       | hochfluriger DÜWAG-Stadtbahnwagen Typ M mit Klapptrittstufen, 600/750 Volt =, Einsatz durch die Ruhrbahn auf der Linie 107                   |
| NF6D (MGT6D) | 1000 mm   | 1993–1994 | 401–442         | bereits ausgemustert (410, 415, 425, 432, 434, 435, 441, 442), DÜWAG-Niederflurwagen (etwa ⅔ Niederfluranteil)                               |
| Variobahn    | 1000 mm   | 2008–2011 | 501–530         | 1. Lieferserie, komplett ausgeliefert, Niederflurzug von Stadler Rail, Berlin                                                                |
| Variobahn    | 1000 mm   | 2013–2015 | 531–545         | 2. Lieferserie, bestellt 2010, komplett ausgeliefert                                                                                         |
| Variobahn    | 1000 mm   | 2016–2018 | 101–142         | 3. Lieferserie, bestellt 2016, 8 Optionen; als Ersatz für NF6D bestellt                                                                      |
| B80D         | 1435 mm   | 1988–1989 | 6001–6013       | DÜWAG-Stadtbahnwagen Typ B, normalspurig, Hochflur, für Linie U35                                                                            |
| B80D         | 1435 mm   | 1993      | 6014–6025       | 2. Lieferserie |
| Tango        | 1435 mm   | 2007–2008 | 6026–6031       | normalspurige Hochflurwagen des Herstellers Stadler Rail, Berlin, für Linie U35                                                              |

## Stadtbahnhöfe
| Strecke I (Diagonalverbindung)            | Strecke I (Diagonalverbindung) | Strecke I (Diagonalverbindung) | Strecke I (Diagonalverbindung) | Strecke I (Diagonalverbindung)                                            |
| Station                                   | Lage | Linien                         | Umstiegsmöglichkeiten | Eröffnungsdatum                                                           |
| ----------------------------------------- | --- | ------------------------------ | --- | ------------------------------------------------------------------------- |
| Hattingen Mitte                           | oberirdisch | 308                            | S3, SB37, SB38, 141, 330, 331, 332, 350, 359, 558, 554, 559, 647, AST59, NE4                                                                                       | 9. März 1994                                                              |
| Hattingen, Bahnhofstraße                  | oberirdisch | 308                            | | 9. März 1994                                                              |
| Schauspielhaus                            | Tunnel | 308, 318                       | SB 37, 350, 353, 365, NE4 | 25. Mai 1979                                                              |
| Bermuda3eck/Musikforum                    | Tunnel | 308, 318                       | | 25. Mai 1979                                                              |
| Bochum Hauptbahnhof (Turmbahnhof, hoch)   | Tunnel | 306, 316, 308, 318             | RE1, RE6, RE11, RE16, RB40, RB46, S1, U35, 302, 305, 310, SB37, 336, 339, 345, 349, 350, 353, 354, 355, 356, 365, 368, NE1, NE2, NE3, NE4, NE5, NE6, NE7, NE8      | 25. Mai 1979                                                              |
| Planetarium                               | Tunnel | 308, 316, 318                  | 336, 339, 354 | 28. November 1981                                                         |
| Vonovia Ruhrstadion                       | oberirdisch | 308, 316, 318                  | 395 | 28. November 1981                                                         |
| Strecke II (Nord-Süd-Verbindung)          | |                                | |                                                                           |
| Station                                   | Lage | Linien                         | Umstiegsmöglichkeiten | Eröffnungsdatum                                                           |
| Herne, Schloß Strünkede                   | Tunnel | U35                            | SB20, 362, NE5, NE32 | 2. September 1989                                                         |
| Herne Bahnhof                             | Tunnel | U35                            | RE3, RB43, S2, SB20, 303, 311, 312, 321, 323, 324, 337, 351, 362, 366, 367, 390, 391, NE5, NE31, NE32, NE33                                                        | 2. September 1989                                                         |
| Herne Mitte                               | Tunnel | U35                            | 303, 311, 312, 321, 323, 324, 337, 351, 362, 366, 367, 390, 391, NE31, NE32, NE33                                                                                  | 2. September 1989                                                         |
| Herne, Archäologie-Museum/Kreuzkirche     | Tunnel | U35                            | 303, 311, 312, 323, 324, 337, 362, 366, 367, NE31, NE32 | 2. September 1989                                                         |
| Herne, Hölkeskampring                     | Tunnel | U35                            | 303, 312, 337, NE32 | 2. September 1989                                                         |
| Herne, Berninghausstraße                  | Tunnel | U35                            | | 2. September 1989                                                         |
| Rensingstraße                             | Tunnel | U35                            | 354, 385 | 2. September 1989                                                         |
| Riemke, Markt                             | Tunnel | U35                            | 354, 366, 385 | 2. September 1989                                                         |
| Zeche Constantin                          | Tunnel | U35                            | 395 | 2. September 1989                                                         |
| Feldsieper Straße                         | Tunnel | U35                            | 352, NE1 | 2. September 1989                                                         |
| Deutsches Bergbau-Museum                  | Tunnel | U35                            | | 2. September 1989                                                         |
| Bochum Rathaus (Nord)                     | Tunnel | U35                            | 302, 305, 306, 310, 316, 336, 339, 345, 355, 353, 365, 368, NE1, NE6                                                                                               | 2. September 1989                                                         |
| Bochum Hauptbahnhof (Turmbahnhof, tief)   | Tunnel | U35                            | RE1, RE6, RE11, RE16, RB40, RB46, S1, 302, 306, 308, 310, 318, SB37, 336, 339, 345, 349, 350, 353, 354, 355, 356, 365, 368, NE1, NE2, NE3, NE4, NE5, NE6, NE7, NE8 | 2. September 1989                                                         |
| Oskar-Hoffmann-Straße                     | Tunnel | U35                            | 345, 349, 353, 354, 356, NE7, NE8 | 27. November 1993                                                         |
| Waldring                                  | Tunnel | U35                            | | 27. November 1993                                                         |
| Wasserstraße                              | oberirdisch | U35                            | 345, 349, 356 | 27. November 1993                                                         |
| Brenscheder Straße                        | oberirdisch | U35                            | | 27. November 1993                                                         |
| Markstraße                                | oberirdisch | U35                            | 339, 344, 358, 372 | 27. November 1993                                                         |
| Gesundheitscampus                         | oberirdisch | U35                            | 320, 346, 358, 370, 372 | 18. November 2017                                                         |
| Ruhr-Universität                          | oberirdisch | U35                            | SB33, 67, 320, 339, 344, 346, 356, 358, 370, 372, 374, 375, 378, NE7, NE8, NE17                                                                                    | 27. November 1993                                                         |
| Lennershof (BO)                           | oberirdisch | U35                            | | 27. November 1993                                                         |
| Hustadt (TQ)                              | oberirdisch | U35                            | 344, 346, NE7, NE8 | 27. November 1993                                                         |
| Strecke III (Ost-West-Verbindung)         | |                                | |                                                                           |
| Station                                   | Lage | Linien                         | Umstiegsmöglichkeiten | Eröffnungsdatum                                                           |
| Gelsenkirchen, VELTINS-Arena              | oberirdisch | 302                            | | 1974                                                                      |
| Gelsenkirchen, ZOOM Erlebniswelt          | oberirdisch | 301                            | 342 (teilweise), 392, NE12 | 29. Mai 1994                                                              |
| Gelsenkirchen, Trinenkamp                 | Tunnel | 301                            | 382, 384 | 29. Mai 1994                                                              |
| Gelsenkirchen, Bergwerk Consolidation     | Tunnel | 301                            | 384 | 29. Mai 1994                                                              |
| Gelsenkirchen, Bismarckstraße             | Tunnel | 301                            | | 29. Mai 1994                                                              |
| Gelsenkirchen, Leipziger Straße           | Tunnel | 301                            | 348, 381, NE11 | 29. Mai 1994                                                              |
| Gelsenkirchen, Musiktheater               | Tunnel (301) und oberirdisch (107, 302) | 107, 301, 302                  | SB 29, 36, 340, 380, 383, NE10, 11 | oberirdisch 1984 Tunnel 29. Mai 1994                                      |
| Gelsenkirchen, Heinrich-König-Platz       | Tunnel | 107, 301, 302                  | | 1984                                                                      |
| Gelsenkirchen Hauptbahnhof                | Tunnel | 107, 301, 302                  | RE2, RE3, RB42, RB46, S2, SB29, SB36, 194, 348, 380, 381, 382, 383, 385, 388, 389, NE10, NE11, NE12, NE13, NE14                                                    | 1984                                                                      |
| Gelsenkirchen Rheinelbestraße             | oberirdisch | 302                            | 385, 389 | 1984                                                                      |
| Bochumer Verein/Jahrhunderthalle          | Tunnel | 302, 305, 310                  | 345, 355 | 27. Januar 2006                                                           |
| Bochum Rathaus (Süd)                      | Tunnel | 302, 305, 310                  | U35, 306, 316, 336, 339, 345, 353, 355, 365, 368, NE1, NE6 | 27. Januar 2006                                                           |
| Bochum Hauptbahnhof (Turmbahnhof, tief)   | Tunnel (teilt sich die Bahnhöfe mit der Linie U35) Besonderheit: zwei identische Stadtbahn-Stationen Richtung Höntrop/Wattenscheid/Gelsenkirchen bzw. Witten/Langendreer | 302, 305, 310                  | RE1, RE6, RE11, RE16, RB40, RB46, S1 U35, 306, 316, 308, 318, SB37, 336, 339, 345, 349, 350, 353, 354, 355, 356, 365, 368, NE1, NE2, NE3, NE4, NE5, NE6, NE7, NE8  | Station: 2. September 1989 in Funktion für Strecke III ab 27. Januar 2006 |
| Lohring                                   | Tunnel | 302, 305, 310                  | 339, 355, 368, NE3, NE7, NE8 | 27. Januar 2006                                                           |
| Strecke IV (Anbindung der Linie 306, 316) | |                                | |                                                                           |
| Station                                   | Lage | Linien                         | Umstiegsmöglichkeiten | Eröffnungsdatum                                                           |
| Bochum Rathaus                            | oberirdisch | 306, 316                       | U35, 302, 305, 310, 336, 339, 345, 353, 355, 365, 368, NE1, NE6 | 27. Januar 2006                                                           |